# Liste der Baudenkmäler im Stadtteil Münster-Innenstadtring
Die Liste der Baudenkmäler im Stadtteil Münster-Innenstadtring enthält die denkmalgeschützten Bauwerke auf dem Gebiet von Münster-Innenstadtring in Nordrhein-Westfalen (Stand: 30. Juni 2015). Diese Baudenkmäler sind in der Denkmalliste der Stadt Münster eingetragen; Grundlage für die Aufnahme ist das Denkmalschutzgesetz Nordrhein-Westfalen (DSchG NRW).

## Denkmäler
Einige Denkmäler müssen noch in die Listen der anderen Teilbereiche von Münster-Mitte verschoben werden.

### Straßen mit A
| Bild                                   | Bezeichnung                            | Lage                                                                                    | Beschreibung                                                                  | Bauzeit           | Eingetragen seit | Denkmal- nummer |
| -------------------------------------- | -------------------------------------- | --------------------------------------------------------------------------------------- | ----------------------------------------------------------------------------- | ----------------- | ---------------- | --------------- |
| Miethaus                               | Miethaus                               | Kreuzviertel Altumstraße 3 Karte                                                        | Miethaus                                                                      | 1912              |                  |                 |
| Miethaus                               | Miethaus                               | Kreuzviertel Altumstraße 5 Karte                                                        | Miethaus                                                                      | 1910/12           |                  |                 |
| Miethaus                               | Miethaus                               | Kreuzviertel Altumstraße 9 Karte                                                        | Miethaus                                                                      | 1910              |                  |                 |
| Miethaus                               | Miethaus                               | Kreuzviertel Altumstraße 11 Karte                                                       | Miethaus                                                                      | 1910              |                  |                 |
| Miethaus                               | Miethaus                               | Kreuzviertel Altumstraße 13 Karte                                                       | Miethaus                                                                      | 1911              |                  |                 |
| Friedhof                               | Friedhof                               | St. Mauritz Am Hörsterfriedhof Karte                                                    | Friedhof                                                                      |                   |                  |                 |
| Villa Terfloth                         | Villa Terfloth                         | Kreuzviertel Am Kreuztor 1 Karte                                                        | Villa                                                                         | um 1905           |                  |                 |
| Mietwohnhaus                           | Mietwohnhaus                           | Kreuzviertel Am Kreuztor 8 Karte                                                        | Mietwohnhaus (rechtes Gebäude)                                                | um 1911           |                  |                 |
| Mietwohnhaus                           | Mietwohnhaus                           | Kreuzviertel Am Kreuztor 9 Karte                                                        | Mietwohnhaus (mittleres Gebäude)                                              | um 1910           |                  |                 |
| weitere Bilder                         | Einfamilienwohnhaus                    | Schloss Am Schlossgarten 28 Karte                                                       | Einfamilienwohnhaus                                                           |                   |                  |                 |
| weitere Bilder                         | Einfamilienwohnhaus                    | Schloss Am Schlossgarten 32 Karte                                                       | Einfamilienwohnhaus                                                           | 1954              |                  |                 |
| weitere Bilder                         | Miethaus                               | Aaseestadt An den Bleichen 14 Karte                                                     | Miethaus                                                                      | 1897              |                  |                 |
| Teile der ehemaligen Germania-Brauerei | Teile der ehemaligen Germania-Brauerei | Kreuzviertel An der Germania Brauerei 4, 5, 7 (zusammen mit „Grevener Straße 91“) Karte | Teile der ehemaligen Germania-Brauerei                                        | 1898/99           |                  |                 |
| Fürstenbergschule                      | Fürstenbergschule                      | St. Mauritz Andreas-Hofer-Straße 30–38 Karte                                            | Schule                                                                        | 1957/58           |                  |                 |
| Wohnhaus mit Atelier                   | Wohnhaus mit Atelier                   | Sentrup Annette-Allee 50 Karte                                                          | Wohnhaus mit Atelier, ehemaliges Kötterhaus                                   | 1. Hälfte 19. Jh. |                  |                 |
| weitere Bilder                         | 11 Wohnhäuser                          | Rumphorst Apenrader Straße 4, 5, 6, 7, 8, 9, 10, 11, 12, 13, 14 Karte                   | 11 Wohnhäuser der Siedlung „Schnorrenburgviertel“ - alle sind Einzeldenkmäler | 1926              |                  |                 |
| weitere Bilder                         | 10 Reihen-Wohnhäuser                   | Uppenberg Arndtstraße 2, 4, 6, 8, 10, 12, 14, 16, 18, 20 Karte                          | Reihen-Wohnhäuser der Zwanzigerjahre - alle sind Einzeldenkmäler              | 1926              |                  |                 |
| Miet-Wohnhaus                          | Miet-Wohnhaus                          | St. Mauritz Auf der Horst 5 Karte                                                       | Miet-Wohnhaus                                                                 | 1912              |                  |                 |

### Straßen mit B
| Bild           | Bezeichnung             | Lage                                  | Beschreibung                                                                         | Bauzeit | Eingetragen seit | Denkmal- nummer |
| -------------- | ----------------------- | ------------------------------------- | ------------------------------------------------------------------------------------ | ------- | ---------------- | --------------- |
| BW             | Wohnung                 | St. Mauritz Bernsmeyerstiege 19 Karte | Hausmeisterwohnung, Teil der Anne-Frank-Schule, siehe Manfred-von-Richthofen-Str. 39 |         |                  |                 |
| weitere Bilder | Alte Feuerwache         | Hafen Bernhard-Ernst-Str. 12 Karte    | Alte Feuerwache                                                                      | 1929    |                  |                 |
| weitere Bilder | Wohnhaus                | Pluggendorf Bismarckallee 19 Karte    | Wohnhaus                                                                             |         |                  |                 |
| Staatsarchiv   | Staatsarchiv            | St. Mauritz Bohlweg 2 Karte           | Öffentliches Gebäude                                                                 | 1886–88 |                  |                 |
| Wohnhaus       | Wohnhaus                | St. Mauritz Bohlweg 35 Karte          | Wohnhaus                                                                             | 1870/80 |                  |                 |
| weitere Bilder | Margaretenschule        | St. Mauritz Brentanoweg 18 Karte      | Schulgebäude                                                                         |         |                  |                 |
| weitere Bilder | Wohn- und Geschäftshaus | St. Mauritz Burchardstraße 22 Karte   | Wohn- und Geschäftshaus                                                              | 1904    |                  |                 |
| weitere Bilder | Wohnhaus                | St. Mauritz Burchardstraße 24 Karte   | Wohnhaus                                                                             | 1904    |                  |                 |
| weitere Bilder | Wohnhaus                | St. Mauritz Burchardstraße 26 Karte   | Wohnhaus                                                                             | 1904    |                  |                 |
| weitere Bilder | Wohnhaus                | St. Mauritz Burchardstraße 28 Karte   | Wohnhaus                                                                             | 1904    |                  |                 |
| weitere Bilder | Wohnhaus                | St. Mauritz Burchardstraße 30 Karte   | Wohnhaus                                                                             | 1905/06 |                  |                 |
| weitere Bilder | Wohnhaus                | Geistviertel Burgstraße 2 Karte       | Wohnhaus                                                                             | 1888    |                  |                 |
| Wohnhaus       | Wohnhaus                | Geistviertel Burgstraße 4 Karte       | Wohnhaus                                                                             | 1888    |                  |                 |

### Straßen mit C
| Bild                    | Bezeichnung             | Lage                                 | Beschreibung                                                                    | Bauzeit   | Eingetragen seit | Denkmal- nummer |
| ----------------------- | ----------------------- | ------------------------------------ | ------------------------------------------------------------------------------- | --------- | ---------------- | --------------- |
| St. Bonifatiuskirche    | St. Bonifatiuskirche    | Kreuzviertel Cheruskerring 19 Karte  | 2005 profaniert, heute als Verlagshaus des bistumseigenen Dialogverlags genutzt | 1963–1965 |                  |                 |
| weitere Bilder          | Wohnhaus                | Kreuzviertel Cheruskerring 35a Karte | Wohnhaus                                                                        |           |                  |                 |
| Wohnhaus                | Wohnhaus                | Kreuzviertel Coerdestraße 7 Karte    | Garten – Wohnhaus                                                               | um 1879   |                  |                 |
| Martin-Luther-Schule    | Martin-Luther-Schule    | Kreuzviertel Coerdestraße 8–12 Karte | Schulgebäude                                                                    |           |                  |                 |
| Wohn- und Geschäftshaus | Wohn- und Geschäftshaus | Kreuzviertel Coerdestraße 14 Karte   | Wohn- und Geschäftshaus                                                         | um 1909   |                  |                 |
| Wohnhaus                | Wohnhaus                | Kreuzviertel Coerdestraße 15 Karte   | Wohnhaus                                                                        | 1898      |                  |                 |
| weitere Bilder          | Wohnhaus                | Kreuzviertel Coerdestraße 16 Karte   | Wohnhaus                                                                        | 1909      |                  |                 |
| weitere Bilder          | Wohnmiethaus            | Kreuzviertel Coerdestraße 17 Karte   | Wohnmiethaus                                                                    | 1910      |                  |                 |
| weitere Bilder          | Wohnhaus                | Kreuzviertel Coerdestraße 19 Karte   | Wohnhaus                                                                        | 1905      |                  |                 |

### Straßen mit D
| Bild           | Bezeichnung             | Lage                                   | Beschreibung                                 | Bauzeit          | Eingetragen seit | Denkmal- nummer |
| -------------- | ----------------------- | -------------------------------------- | -------------------------------------------- | ---------------- | ---------------- | --------------- |
| Wohnhaus       | Wohnhaus                | Geistviertel Dahlweg 68 Karte          | Wohnhaus                                     | um 1905          |                  |                 |
| Wohnhaus       | Wohnhaus                | Geistviertel Dahlweg 70 Karte          | Wohnhaus                                     | um 1905          |                  |                 |
| Wohnhaus       | Wohnhaus                | Geistviertel Dahlweg 74 Karte          | Wohnhaus, Siedlung „Schützenhofviertel“      | 1926–28          |                  |                 |
| Wohnhaus       | Wohnhaus                | Dahlweg 76 Karte                       | Wohnhaus, Siedlung „Schützenhofviertel“      | 1926–28          |                  |                 |
| Wohnhaus       | Wohnhaus                | Geistviertel Dahlweg 78 Karte          | Wohnhaus, Siedlung „Schützenhofviertel“      | 1926–28          |                  |                 |
| Wohnhaus       | Wohnhaus                | Geistviertel Dahlweg 80 Karte          | Wohnhaus, Siedlung „Schützenhofviertel“      | 1954             |                  |                 |
| Wohnhaus       | Wohnhaus                | Geistviertel Dahlweg 82 Karte          | Wohnhaus, Siedlung „Schützenhofviertel“      | 1954             |                  |                 |
| weitere Bilder | Wohnhaus                | Geistviertel Dahlweg 84 Karte          | Wohnhaus, Siedlung „Schützenhofviertel“      | 1954             |                  |                 |
| weitere Bilder | Verwaltungsbau          | Geistviertel Dahlweg 87 Karte          | Industrieller Verwaltungsbau                 | um 1923          |                  |                 |
| weitere Bilder | Einfamilienwohnhaus     | St. Mauritz Dechaneistraße 9 Karte     | Einfamilienwohnhaus                          | 1911             |                  |                 |
| Alte Dechanei  | Alte Dechanei           | St. Mauritz Dechaneistraße 14 Karte    | Alte Dechanei – jetzt städtisches Jugendheim | 1632 und 18. Jh. |                  |                 |
| weitere Bilder | Wohnhaus                | St. Mauritz Dechaneistraße 20 Karte    | Wohnhaus                                     | 1907             |                  |                 |
| weitere Bilder | Wohnhaus                | St. Mauritz Dechaneistraße 22 Karte    | Wohnhaus                                     | 1907             |                  |                 |
| weitere Bilder | Wohnhaus                | St. Mauritz Dechaneistraße 26 Karte    | Wohnhaus                                     | 1911             |                  |                 |
| weitere Bilder | Wohnhaus                | St. Mauritz Dechaneistraße 31 Karte    | Wohnhaus                                     | 1914             |                  |                 |
| Wohnhaus       | Wohnhaus                | Kreuzviertel Dettenstraße 1 Karte      | Wohnhaus                                     | um 1906          |                  |                 |
| Wohnhaus       | Wohnhaus                | Kreuzviertel Dettenstraße 3 Karte      | Wohnhaus                                     | um 1906          |                  |                 |
| Wohnhaus       | Wohnhaus                | Kreuzviertel Dettenstraße 7 Karte      | Wohnhaus                                     | um 1907          |                  |                 |
| Wohnhaus       | Wohnhaus                | Kreuzviertel Dettenstraße 10 Karte     | Wohnhaus                                     | 1900–1905        |                  |                 |
| weitere Bilder | Wohnhaus                | St. Mauritz Diepenbrockstraße 28 Karte | Wohnhaus                                     | 1913             |                  |                 |
| weitere Bilder | Miet- und Geschäftshaus | St. Mauritz Dodostraße 2 Karte         | Miet- und Geschäftshaus                      | 1903             |                  |                 |
| weitere Bilder | Wohnhaus                | St. Mauritz Dodostraße 4 Karte         | Wohnhaus                                     | 1914             |                  |                 |

### Straßen mit E
| Bild           | Bezeichnung        | Lage                                 | Beschreibung                                                                                  | Bauzeit   | Eingetragen seit | Denkmal- nummer |
| -------------- | ------------------ | ------------------------------------ | --------------------------------------------------------------------------------------------- | --------- | ---------------- | --------------- |
| Wohnhaus       | Wohnhaus           | Kreuzviertel Einsteinstraße 6 Karte  | Wohnhaus                                                                                      | um 1880   |                  |                 |
| weitere Bilder | Jüdischer Friedhof | Kreuzviertel Einsteinstraße 34 Karte | Er wurde 1811 angelegt und diente bis 2002 als Begräbnisplatz der jüdischen Gemeinde Münster. | 1811      |                  |                 |
| BW             | Doppelwohnhaus     | St. Mauritz Egbertstraße 15 Karte    | Hälfte des Doppelwohnhauses                                                                   | um 1930   |                  |                 |
| BW             | Doppelhaus         | St. Mauritz Egbertstraße 17 Karte    | Hälfte des Doppelwohnhauses                                                                   | um 1930   |                  |                 |
| Wohnhaus       | Wohnhaus           | St. Mauritz Emsstraße 20 Karte       | Wohnhaus                                                                                      | 1930/1931 |                  |                 |
| BW             | Wohnhaus           | St. Mauritz Erphostraße 4 Karte      | Wohnhaus                                                                                      | 1925      |                  |                 |
| BW             | Wohnhaus           | St. Mauritz Erphostraße 9 Karte      | Wohnhaus                                                                                      | um 1892   |                  |                 |
| BW             | Wohnhaus           | St. Mauritz Erphostraße 17 Karte     | Wohnhaus                                                                                      | um 1894   |                  |                 |
| BW             | Wohnhaus           | St. Mauritz Erphostraße 25 Karte     | Wohnhaus                                                                                      | um 1892   |                  |                 |
| BW             | Wohnhaus           | St. Mauritz Erphostraße 32 Karte     | Wohnhaus                                                                                      | um 1896   |                  |                 |
| BW             | Wohnhaus           | St. Mauritz Erphostraße 36 Karte     | Wohnhaus                                                                                      | um 1896   |                  |                 |
| BW             | Wohnhaus           | St. Mauritz Erphostraße 51 Karte     | Wohnhaus                                                                                      | 1932      |                  |                 |

### Straßen mit F
| Bild           | Bezeichnung     | Lage                                                                                   | Beschreibung | Bauzeit    | Eingetragen seit | Denkmal- nummer |
| -------------- | --------------- | -------------------------------------------------------------------------------------- | --- | ---------- | ---------------- | --------------- |
| Mietwohnhaus   | Mietwohnhaus    | Kreuzviertel Finkenstraße 1 Karte                                                      | Mietwohnhaus | 1910/11    |                  |                 |
| Miethaus       | Miethaus        | Kreuzviertel Finkenstraße 3                                                            | Miethaus | 1910       |                  |                 |
| Miethaus       | Miethaus        | Kreuzviertel Finkenstraße 5                                                            | Miethaus | 1910       |                  |                 |
| Miethaus       | Miethaus        | Kreuzviertel Finkenstraße 7                                                            | Miethaus | 1910       |                  |                 |
| Miethaus       | Miethaus        | Kreuzviertel Finkenstraße 9                                                            | Miethaus | 1910       |                  |                 |
| Miethaus       | Miethaus        | Kreuzviertel Finkenstraße 11                                                           | Miethaus | 1910B      |                  |                 |
| Wohnhaus       | Wohnhaus        | Kreuzviertel Finkenstraße 13                                                           | Wohnhaus | 1910       |                  |                 |
| Wohnhaus       | Wohnhaus        | Kreuzviertel Finkenstraße 15                                                           | Wohnhaus | 1910       |                  |                 |
| Mietwohnhaus   | Mietwohnhaus    | Kreuzviertel Finkenstraße 16                                                           | Mietwohnhaus | 1910/11    |                  |                 |
| Wohnhaus       | Wohnhaus        | Kreuzviertel Finkenstraße 17                                                           | Wohnhaus | um 1911    |                  |                 |
| Mietwohnhaus   | Mietwohnhaus    | Kreuzviertel Finkenstraße 18                                                           | Mietwohnhaus | um 1910    |                  |                 |
| Wohnhaus       | Wohnhaus        | Kreuzviertel Finkenstraße 19 Karte                                                     | Wohnhaus | um 1911    |                  |                 |
| Wohnhaus       | Wohnhaus        | Kreuzviertel Finkenstraße 20 Karte                                                     | Wohnhaus | um 1900    |                  |                 |
| weitere Bilder | Wohnhäuser      | St. Mauritz Flensburger Straße 5–19 (ungerade), 20-26 (gerade), 21–27 (ungerade) Karte | Alle Hausnummern sind Wohnhäuser der Siedlung „Schnorrenburgviertel“ Alle Häuser sind geschützte Einzeldenkmale. |            |                  |                 |
| weitere Bilder | Magaretenschule | St. Mauritz Franz-Grillparzer-Weg 22 Karte                                             | Die Schule hat auch die Anschrift „Brentanoweg 18“, Eintragung siehe dort!                                       |            |                  |                 |
| weitere Bilder | Reihenmiethaus  | St. Mauritz Friedensstraße 26 Karte                                                    | Reihenmiethaus                                                                                                   | um 1880/90 |                  |                 |
| Landesbank     | Landesbank      | St. Mauritz Friedrichstraße 1 Karte                                                    | Hauptfront zur Friedrichstraße, südliche Seitenfassade und Mansarddach                                           | 1808–09    |                  |                 |
| Villa          | Villa           | St. Mauritz Friedrichstraße 2 Karte                                                    | Villa | 1883       |                  |                 |
| weitere Bilder | Wohnhaus        | Altstadt/St. Mauritz Fürstenbergstraße 7 Karte                                         | Wohnhaus | um 1894    |                  |                 |
|                | Landeshaus      | Altstadt/St. Mauritz Fürstenbergstraße 15                                              | Eintragung siehe Freiherr-vom-Stein-Platz 1                                                                      |            |                  |                 |

### Straßen mit G
| Bild                          | Bezeichnung                                 | Lage | Beschreibung | Bauzeit      | Eingetragen seit | Denkmal- nummer |
| ----------------------------- | ------------------------------------------- | --- | --- | ------------ | ---------------- | --------------- |
| Justizvollzugsanstalt Münster | Justizvollzugsanstalt Münster               | Kreuzviertel Gartenstraße 24–30 Karte                                                                         | Eines der ältesten Gefängnisse Deutschlands, 2016 wegen akuter Einsturzgefahr geräumt. Die JVA Münster wurde ab 1848 an der Gartenstraße nach Plänen des preußischen Architekten Carl Ferdinand Busse im Stil der englischen Neugotik erbaut. Dabei ersetzte sie den münsterschen Zwinger, der nur wenige Meter entfernt an der Promenade liegt. Der Bau erfolgte in der zu dieser Zeit üblichen Sternbauweise mit vier Flügeln, im Zentrum liegt ein Kirchengebäude mit Kirchturm. Das Isolier-Strafanstalt genannte Gefängnis bestand aus 456 Einzel- sowie 80 Schlafzellen. In den darauffolgenden Jahrzehnten wurde das Gefängnis mehrfach erweitert, unter anderem 1861 durch eine Krankenstation, Lager, Wirtschaftsgebäude, Küche mit Bäckerei sowie einer psychiatrischen Abteilung 1893. Mitte April 2013 befanden sich zwischen 514 und 528 Häftlinge am Standort in Münster. Am 6. Juli 2016 wurde die JVA Münster geräumt, da sie einsturzgefährdet ist | 1848–51      |                  |                 |
| Theater im Pumpenhaus         | Theater im Pumpenhaus                       | Innenstadtring Gartenstraße 123 Karte                                                                         | Theater im Pumpenhaus | 1901         |                  |                 |
| Wohnhaus                      | Wohnhaus                                    | Mitte-Süd/Geist Geiststraße 13 Karte                                                                          | Wohnhaus | um 1880/90   |                  |                 |
| weitere Bilder                | Mietshaus                                   | Mauritz-West Gereonstraße 3 Karte                                                                             | Wohnhaus, ursprünglich Teil einer Gruppe aus vier Wohnhäusern Nr. 3, 5, 7, 9, Architekt/Bauherr: Johannes Ringhoff, Bauunternehmer, Münster | um 1903/04   | 14.09.1987       | 129/1           |
| weitere Bilder                | Wohnhaus                                    | Mauritz-West Gereonstraße 7 Karte                                                                             | Wohnhaus, ursprünglich Teil einer Gruppe aus vier Wohnhäusern Nr. 3, 5, 7, 9, Architekt/Bauherr: Johannes Ringhoff, Bauunternehmer, Münster | um 1903/04   | 04.12.1985       | 130/1           |
| weitere Bilder                | Miethaus                                    | Mauritz-West Gereonstraße 24 Karte                                                                            | Miethaus | 1904         |                  |                 |
| weitere Bilder                | Ehemaliges Landgericht/jetziges Amtsgericht | Innenstadtring Gerichtsstraße 2 Karte                                                                         | Erbaut 1875 bis 1879, dreistöckig. Schwerer Bombentreffer am 25. März 1945, bis auf die Grundmauern niedergebrannt. Nach Kriegsende rekonstruierend wiederaufgebaut, die noch bestehenden Teile wurden dabei mit einbezogen. Insbesondere die Fassade wurde weitestgehend nach dem Vorbild italienischer Gotik rekonstruiert. Wiederaufbau vollendet im Oktober 1951. | 1875–1879    | 1984             |                 |
| Einfamilienreihenhaus         | Einfamilienreihenhaus                       | Kreuzviertel Gertrudenstraße 28 Karte                                                                         | Einfamilienreihenhaus | um 1914      |                  |                 |
| Einfamilienreihenhaus         | Einfamilienreihenhaus                       | Kreuzviertel Gertrudenstraße 30                                                                               | Einfamilienreihenhaus | um 1914      |                  |                 |
| Einfamilienreihenhaus         | Einfamilienreihenhaus                       | Kreuzviertel Gertrudenstraße 32                                                                               | Einfamilienreihenhaus | um 1927      |                  |                 |
| Doppelhäuser                  | Doppelhäuser                                | Kreuzviertel Gertrudenstraße 33                                                                               | Einfamilienhaus/Doppelhaus | um 1909      |                  |                 |
| Einfamilienreihenhaus         | Einfamilienreihenhaus                       | Kreuzviertel Gertrudenstraße 34                                                                               | Einfamilienreihenhaus | um 1927      |                  |                 |
| Doppelhaus                    | Doppelhaus                                  | Kreuzviertel Gertrudenstraße 35                                                                               | Einfamilienhaus/Doppelhaus | 1909         |                  |                 |
| Einfamilienreihenhaus         | Einfamilienreihenhaus                       | Kreuzviertel Gertrudenstraße 36                                                                               | Einfamilienreihenhaus | um 1928      |                  |                 |
| Einfamilienreihenhaus         | Einfamilienreihenhaus                       | Kreuzviertel Gertrudenstraße 37                                                                               | Einfamilienreihenhaus | 1909         |                  |                 |
| Einfamilienreihenhaus         | Einfamilienreihenhaus                       | Kreuzviertel Gertrudenstraße 39                                                                               | Einfamilienreihenhaus | 1909         |                  |                 |
| Einfamilienreihenhaus         | Einfamilienreihenhaus                       | Kreuzviertel Gertrudenstraße 41                                                                               | Einfamilienreihenhaus | 1910         |                  |                 |
| Einfamilienreihenhaus         | Einfamilienreihenhaus                       | Kreuzviertel Gertrudenstraße 43                                                                               | Einfamilienreihenhaus | 1909/10      |                  |                 |
| Stadtvilla                    | Stadtvilla                                  | Kreuzviertel Gertrudenstraße 45 Karte                                                                         | Einfamilienhaus/Stadtvilla | 1910         |                  |                 |
| Wohnhaus                      | Wohnhaus                                    | Innenstadtring/Geist Goebenstraße 9 Karte                                                                     | Wohnhaus | 1896         |                  |                 |
| Wohnhaus                      | Wohnhaus                                    | Innenstadtring/Geist Goebenstraße 13 Karte                                                                    | Wohnhaus | um 1899      |                  |                 |
| Wohnhaus                      | Wohnhaus                                    | Innenstadtring/Geist Goebenstraße 15 Karte                                                                    | Wohnhaus | 1914         |                  |                 |
| Wohnhaus                      | Wohnhaus                                    | Innenstadtring/Geist Goebenstraße 16 Karte                                                                    | Wohnhaus | um 1902      |                  |                 |
| weitere Bilder                | Gartenhaus                                  | Innenstadtring Goldstraße 30 Karte                                                                            | Gartenhaus | Ende 18. Jh. |                  |                 |
| weitere Bilder                | Wohnhaus                                    | Innenstadtring Goldstraße 60 Karte                                                                            | Wohnhaus | 1928         |                  |                 |
| weitere Bilder                | 22 Wohnhäuser                               | Kreuzviertel Görresstraße 1,2,3,3a,5, 7–23 (ungerade) Karte                                                   | Wohnhäuser einer Straße in Reihe aneinander gebaut, jedes Haus ist ein geschütztes Einzeldenkmal. | um 1926      |                  |                 |
| BW                            | Einraumbunker                               | Innenstadtring/Geist Grafschaft Karte                                                                         | Eisenbahn Einraumbunker |              |                  |                 |
| BW                            | Grenzstein                                  | Uppenberg bei Grevener Straße 184/Ecke Meßkamp Karte                                                          | Grenzstein |              |                  |                 |
| weitere Bilder                | Wohnhaus                                    | Innenstadtring Grevener Straße 6 Karte                                                                        | Wohnhaus | um 1890      |                  |                 |
| Wohnhaus                      | Wohnhaus                                    | Innenstadtring Grevener Straße 9 Karte                                                                        | Wohnhaus | ca. 1875     |                  |                 |
| Wohnhaus                      | Wohnhaus                                    | Innenstadtring Grevener Straße 11 Karte                                                                       | Wohnhaus | 1885/86      |                  |                 |
| Wohnhaus                      | Wohnhaus                                    | Uppenberg Grevener Straße 54 Karte                                                                            | Wohnhaus | um 1925–30   |                  |                 |
| weitere Bilder                | Teile der ehemaligen Germania-Brauerei      | Uppenberg Grevener Straße 91 Karte                                                                            | zusammen mit „An der Germania Brauerei 4, 5, 7“ | 1898/99      |                  |                 |
| weitere Bilder                | Ehemalige Dreifaltigkeitskirche             | Uppenberg Grevener Straße 102, 104 Karte                                                                      | zusammen mit Kinderhauser Str. 57 | 1838/39      |                  |                 |
| weitere Bilder                | Hl. Geist-Schule                            | Innenstadtring/Geist Grevingstraße 24 Karte                                                                   | Schulgebäude | 1929         |                  |                 |
| weitere Bilder                | Wohnhäuser der Siedlung „Grüner Grund“      | Geist Grüner Grund 1-68 Karte                                                                                 | Die Siedlung „Grüner Grund“ wurde von 1924 bis 1931 unter den leitenden Architekten Gustav Wolf (bis 1927) und Eugen Lauffer von der Westfälischen Heimstätte als Teil der Gartenstadt Habichtshöhe/Grüner Grund mit 650 Wohneinheiten im Heimatschutzstil erbaut. Die stark beschädigte Mustersiedlung Habichtshöhe/Grüner Grund wurde in der ursprünglichen Form wieder aufgebaut. Die Gebäude wurden 1978 in Abstimmung mit der Denkmalpflege aufwendig saniert. Das Wohnquartier steht wegen seiner stadt- und architekturgeschichtlichen Bedeutung unter Denkmalschutz. Alle Häuser von Nr. 1 bis Nr. 68 sind Einzeldenkmäler. |              |                  |                 |
| weitere Bilder                | Wohnhäuser der Siedlung „Grüner Grund“      | Geist Grüner Hang 22, 24, 26, 28, 30 Karte                                                                    | Diese Häuser gehören auch zur Siedlung „Grüner Grund“. Alle Häuser von Nr. 22 bis Nr. 30 sind Einzeldenkmäler. |              |                  |                 |
| weitere Bilder                | Wohnhäuser der Siedlung „Grüner Grund“      | Geist Grüner Winkel 3, 7, 9, 11, 13, 15, 17, 19, 21, 23, 25, 27, 29, 31, 33, 39, 43, 45, 47, 49, 51, 53 Karte | Diese Häuser gehören auch zur Siedlung „Grüner Grund“. Alle Häuser von Nr. 3 bis Nr. 53 sind Einzeldenkmäler. |              |                  |                 |
| weitere Bilder                | Habichtsbrunnen                             | Geist Grüner Grund Karte                                                                                      | Habichtsbrunnen | 1928/30      |                  |                 |
| Miethaus                      | Miethaus                                    | Mauritz-West Gutenbergstraße 2 Karte                                                                          | Miethaus | 1906         |                  |                 |
| Miethaus                      | Miethaus                                    | Mauritz-West Gutenbergstraße 4 Karte                                                                          | Miethaus | 1906         |                  |                 |
| BW                            | Haus der Steinbruchs–Berufsgenossenschaft   | Mauritz-West Gutenbergstraße 17 Karte                                                                         | Haus der Steinbruchs–Berufsgenossenschaft | 1911/1912    |                  |                 |

### Straßen mit H
| Bild                          | Bezeichnung                            | Lage                                                      | Beschreibung | Bauzeit           | Eingetragen seit | Denkmal- nummer |
| ----------------------------- | -------------------------------------- | --------------------------------------------------------- | --- | ----------------- | ---------------- | --------------- |
| weitere Bilder                | Wohnhäuser der Siedlung „Grüner Grund“ | Geist Habichtshöhe 1–36, 38,40,42,44,46,48,62,64,68 Karte | Die Siedlung „Grüner Grund“ wurde von 1924 bis 1931 unter den leitenden Architekten Gustav Wolf (bis 1927) und Eugen Lauffer von der Westfälischen Heimstätte als Teil der Gartenstadt Habichtshöhe/Grüner Grund mit 650 Wohneinheiten im Heimatschutzstil erbaut. Die stark beschädigte Mustersiedlung Habichtshöhe/Grüner Grund wurde in der ursprünglichen Form wieder aufgebaut. Die Gebäude wurden 1978 in Abstimmung mit der Denkmalpflege aufwendig saniert. Das Wohnquartier steht wegen seiner stadt- und architekturgeschichtlichen Bedeutung unter Denkmalschutz. Alle Häuser von Nr. 1 bis Nr. 68 sind Einzeldenkmäler. | 1924–1931         |                  |                 |
| WCG-Speicher                  | WCG-Speicher                           | Hafen Hafenweg 28/30 Karte                                | Ehemaliger Speicher der Westfälischen Central Genossenschaft (WCG), heute Verlagshaus am „Kreativkai“ des Hafens, Sitz des Coppenrath Verlag | um 1900           |                  |                 |
| weitere Bilder                | St. Joseph                             | Südviertel Hammer Straße 65 Karte                         | Neugotischer Stil, Münsteraner Architekt Bernhard Hertel | 1900–05           |                  |                 |
| weitere Bilder                | Wohn- und Geschäftshaus                | Hansaviertel Hansaplatz 1 Karte                           | Wohn- und Geschäftshaus | 1924              |                  |                 |
| weitere Bilder                | Mietshaus                              | Hansaviertel Hansaring 13 Karte                           | Mietshaus | um 1912           |                  |                 |
| weitere Bilder                | Mietshaus                              | Hansaviertel Hansaring 15 Karte                           | Mietshaus | um 1912           |                  |                 |
| weitere Bilder                | Handelsschule                          | Mauritz-Mitte Hansaring 80 Karte                          | Städtische Handels-Lehranstalten (Hansa Berufskolleg) | 1928–29           |                  |                 |
| Wohnhaus                      | Wohnhaus                               | Kreuzviertel Hedwigstraße 1 Karte                         | Wohnhaus | 1926              |                  |                 |
| Wohnhaus                      | Wohnhaus                               | Kreuzviertel Hedwigstraße 5 Karte                         | Wohnhaus | um 1922           |                  |                 |
| Wohnhaus                      | Wohnhaus                               | Kreuzviertel Heerdestraße 1 Karte                         | Wohnhaus | um 1903           |                  |                 |
| Wohnhaus                      | Wohnhaus                               | Kreuzviertel Heerdestraße 7 Karte                         | Wohnhaus | um 1903           |                  |                 |
| Wohnhaus                      | Wohnhaus                               | Kreuzviertel Heerdestraße 9 Karte                         | Wohnhaus | um 1903           |                  |                 |
| Wohnhaus                      | Wohnhaus                               | Kreuzviertel Heerdestraße 11 Karte                        | Wohnhaus | um 1903           |                  |                 |
| Wohnhaus                      | Wohnhaus                               | Kreuzviertel Heerdestraße 12 Karte                        | Wohnhaus |                   |                  |                 |
| Wohnhaus                      | Wohnhaus                               | Kreuzviertel Heerdestraße 20 Karte                        | Wohnhaus | um 1905           |                  |                 |
| weitere Bilder                | Wohnhaus                               | Kreuzviertel Heerdestraße 30a Karte                       | Wohnhaus | um 1880/90        |                  |                 |
| weitere Bilder                | Wohnhaus                               | Kreuzviertel Heerdestraße 37 Karte                        | Wohnhaus | 1923              |                  |                 |
| weitere Bilder                | Miethaus                               | Mauritz Heisstraße 1 Karte                                | Miethaus | 1906              |                  |                 |
| weitere Bilder                | Miethaus                               | Mauritz Heisstraße 3 Karte                                | Miethaus | 1903              |                  |                 |
| Miethaus                      | Miethaus                               | Mauritz Heisstraße 55 Karte                               | Miethaus | 1900              |                  |                 |
| weitere Bilder                | Zentralfriedhof Münster                | Schloss Himmelreichallee Karte                            | Der alte Teil des Zentralfriedhofs steht sowohl unter Denkmal- als auch unter Naturschutz. Seine rechteckige Form ist durch eine 1.200 m lange Mauer markiert. Das Gelände selbst ist in 32 ebenfalls rechteckige Friedhofsfelder rasterförmig eingeteilt, die den entsprechenden Pfarrgemeinden beziehungsweise dem evangelischen Kirchenkreis Münster als Eigentümer zugeordnet sind. Erschlossen wird der alte Teil durch zwei sich in der Mitte im rechten Winkel kreuzende Hauptwege, die ihn in vier Sektionen aufteilen. In Nordost-Südwest-Richtung besteht nördlich sowie südlich des Hauptweges eine weitere Querverbindung. In Nordwest-Südost-Richtung finden sich westlich des Hauptweges drei sowie östlich vier Querverbindungen. Insgesamt befinden sich 39 Denkmäler auf dem alten Teil des Zentralfriedhofs. |                   |                  |                 |
| Eulenhaus und Voliere         | Eulenhaus und Voliere                  | Schloss Himmelreichallee Karte                            | Eulenhaus und Voliere | 1887 bzw. 1880    |                  |                 |
| weitere Bilder                | Wasserbär                              | Schloss Himmelreichallee Karte                            | Wasserbär | 17. Jh.           |                  |                 |
| Westfälische Schule für Musik | Westfälische Schule für Musik          | Schloss Himmelreichallee 50 Karte                         | Ehemaliges Landesmuseum für Naturkunde, jetzt Westfälische Schule für Musik | 1889–1891         |                  |                 |
| weitere Bilder                | Wohnhaus                               | Schloss Hittorfstraße 3 Karte                             | Wohnhaus | um 1900           |                  |                 |
| weitere Bilder                | Wohnhaus                               | Schloss Hittorfstraße 8 Karte                             | Wohnhaus | 1931              |                  |                 |
| weitere Bilder                | Wohnhaus                               | Schloss Hittorfstraße 10 Karte                            | Wohnhaus | 1915              |                  |                 |
| weitere Bilder                | Wohnhaus                               | Schloss Hittorfstraße 17 Karte                            | Wohnhaus | 1927              |                  |                 |
| weitere Bilder                | Wohnhaus                               | Schloss Hittorfstraße 19 Karte                            | Wohnhaus | 1926              |                  |                 |
| weitere Bilder                | Wohnhaus                               | Schloss Hittorfstraße 21 Karte                            | Wohnhaus | 1925              |                  |                 |
| weitere Bilder                | Wohnhaus                               | Schloss Hittorfstraße 21a Karte                           | Wohnhaus | 1927              |                  |                 |
| weitere Bilder                | Wohnhaus                               | Schloss Hittorfstraße 23 Karte                            | Wohnhaus | 1926              |                  |                 |
| weitere Bilder                | Wohnhaus                               | Schloss Hittorfstraße 25 Karte                            | Wohnhaus | 1926              |                  |                 |
| weitere Bilder                | Wohnhaus                               | Schloss Hittorfstraße 26 Karte                            | Wohnhaus | 1913              |                  |                 |
| Wohnhaus                      | Wohnhaus                               | Schloss Hittorfstraße 28 Karte                            | Wohnhaus | 1912              |                  |                 |
| weitere Bilder                | Wohnhaus                               | Schloss Hittorfstraße 31 Karte                            | Wohnhaus | 1912              |                  |                 |
| weitere Bilder                | Wohnhaus                               | Schloss Hittorfstraße 46 Karte                            | Wohnhaus | 1926              |                  |                 |
| weitere Bilder                | Wohnhaus                               | Schloss Hittorfstraße 46a Karte                           | Wohnhaus | 1927              |                  |                 |
| BW                            | Bildstock „Kreuztragung“               | Schloss Hittorfstraße 58–62 Karte                         | Bildstock „Kreuztragung“ | 18. Jh.           |                  |                 |
| Mietshaus                     | Mietshaus                              | Klein-Muffi, Mitte-Nordost Hohenzollernring 3 Karte       | Mietshaus | um 1925           |                  |                 |
| Mietshaus                     | Mietshaus                              | Klein-Muffi, Mitte-Nordost Hohenzollernring 5 Karte       | Mietshaus | um 1925           |                  |                 |
| Mietshaus                     | Mietshaus                              | Klein-Muffi, Mitte-Nordost Hohenzollernring 7 Karte       | Mietshaus | um 1925           |                  |                 |
| weitere Bilder                | Mietshaus                              | Hohenzollernring 10 Karte                                 | Wohnhaus/Doppelhaushälfte | 1946              |                  |                 |
| weitere Bilder                | Wohnhaus/Doppelhaushälfte              | Klein-Muffi, Mitte-Nordost Hohenzollernring 12 Karte      | Wohnhaus/Doppelhaus | 1928              |                  |                 |
| weitere Bilder                | Wohnhaus                               | Klein-Muffi, Mitte-Nordost Hohenzollernring 47 Karte      | Wohnhaus | um 1920           |                  |                 |
| weitere Bilder                | Wohnhaus                               | Klein-Muffi, Mitte-Nordost Hohenzollernring 55 Karte      | Wohnhaus | um 1920           |                  |                 |
| weitere Bilder                | Oberpostdirektion                      | Klein-Muffi, Mitte-Nordost Hohenzollernring 56 Karte      | Oberpostdirektion | 1925              |                  |                 |
| weitere Bilder                | Wohnhaus/Villa                         | Klein-Muffi, Mitte-Nordost Hohenzollernring 59 Karte      | Wohnhaus/Villa mit Garage (frühere Anschrift: Lortzingstr. 10) | 1923              |                  |                 |
| Wohnhaus                      | Wohnhaus                               | Klein-Muffi, Mitte-Nordost Hohenzollernring 64 Karte      | Wohnhaus | 1924              |                  |                 |
| Ehemaliges Wohnhaus           | Ehemaliges Wohnhaus                    | Klein-Muffi, Mitte-Nordost Hohenzollernring 66 Karte      | Ehemaliges Wohnhaus, jetzt Johannes-Hospiz | 1925              |                  |                 |
| weitere Bilder                | Franziskushospital                     | Klein-Muffi, Mitte-Nordost Hohenzollernring 72 Karte      | Fassade Franziskushospital und Figur Innenhof | 1924–27           |                  |                 |
| weitere Bilder                | Ehemalige Oberfinanzdirektion          | Klein-Muffi, Mitte-Nordost Hohenzollernring 78/80 Karte   | Neobarockes Gebäude | 1912–14           |                  |                 |
| weitere Bilder                | Wohnhaus                               | Buddenturm, Kuhviertel Hollenbeckerstraße 13 Karte        | Wohnhaus – Bürgerhaus | Wende 18./19. Jh. |                  |                 |
| weitere Bilder                | Wohnhaus                               | Buddenturm, Kuhviertel Hollenbeckerstraße 14 Karte        | Wohnhaus | um 1880–90        |                  |                 |
| Wohnhaus                      | Wohnhaus                               | Buddenturm, Kuhviertel Hollenbeckerstraße 24 Karte        | Wohnhaus | 2. Hälfte 18. Jh. |                  |                 |
| weitere Bilder                | Wohnhaus                               | Buddenturm, Kuhviertel Hollenbeckerstraße 25 Karte        | Wohnhaus | 1783              |                  |                 |
| weitere Bilder                | Wohnhaus                               | Buddenturm, Kuhviertel Hollenbeckerstraße 30 Karte        | Wohnhaus | 1777              |                  |                 |
| weitere Bilder                | Wohnhaus                               | Buddenturm, Kuhviertel Hollenbeckerstraße 31/32 Karte     | Wohnhaus, Gasthaus | 1713              |                  |                 |
| weitere Bilder                | Wohnhaus                               | Rumphorst, Mitte-Nordost Holsteiner Straße 3 Karte        | Wohnhaus, Siedlung „Schorrenburgviertel“ | um 1905           |                  |                 |
| weitere Bilder                | Wohnhaus                               | Rumphorst, Mitte-Nordost Holsteiner Straße 5 Karte        | Wohnhaus, Siedlung „Schorrenburgviertel“ | um 1903           |                  |                 |
| weitere Bilder                | Wohnhaus                               | Rumphorst, Mitte-Nordost Holsteiner Straße 7 Karte        | Miethaus, Siedlung „Schnorrenburgviertel“ | 1901              |                  |                 |
| weitere Bilder                | Wohnhaus                               | Rumphorst, Mitte-Nordost Holsteiner Straße 11 Karte       | Siedlung „Schnorrenburgviertel“ |                   |                  |                 |
| weitere Bilder                | Wohnhaus                               | Rumphorst, Mitte-Nordost Holsteiner Straße 13 Karte       | Siedlung „Schnorrenburgviertel“ |                   |                  |                 |
| weitere Bilder                | Wohnhaus                               | Rumphorst, Mitte-Nordost Holsteiner Straße 15 Karte       | Siedlung „Schnorrenburgviertel“ |                   |                  |                 |
| weitere Bilder                | Wohnhaus                               | Rumphorst, Mitte-Nordost Holsteiner Straße 17 Karte       | Siedlung „Schnorrenburgviertel“ |                   |                  |                 |
| Wohnhaus                      | Wohnhaus                               | Kreuzviertel Hoyastraße 3 Karte                           | Wohnhaus | um 1905           |                  |                 |
| Wohnhaus                      | Wohnhaus                               | Kreuzviertel Hoyastraße 5 Karte                           | Wohnhaus | um 1903           |                  |                 |
| weitere Bilder                | Miethaus                               | Kreuzviertel Hoyastraße 11 Karte                          | Miethaus | 1901              |                  |                 |
| weitere Bilder                | Heilig-Kreuz-Kirche                    | Kreuzviertel Hoyastraße 12 Karte                          | Heilig-Kreuz-Kirche | 1898–1902         |                  |                 |
| Miethaus                      | Miethaus                               | Kreuzviertel Hoyastraße 13 Karte                          | Miethaus | 1906              |                  |                 |
| Miethaus                      | Miethaus                               | Kreuzviertel Hoyastraße 15 Karte                          | Miethaus | 1906              |                  |                 |
| Herrschaftliches Wohnhaus     | Herrschaftliches Wohnhaus              | Kreuzviertel Hoyastraße 20 Karte                          | Herrschaftliches Wohnhaus | 1910/11           |                  |                 |
| Wohnhaus                      | Wohnhaus                               | Kreuzviertel Hoyastraße 24 Karte                          | Wohnhaus | um 1913           |                  |                 |
| Miethaus                      | Miethaus                               | Kreuzviertel Hoyastraße 32 Karte                          | Miethaus | 1904              |                  |                 |
| Miethaus                      | Miethaus                               | Kreuzviertel Hoyastraße 34 Karte                          | Miethaus | 1901              |                  |                 |
| weitere Bilder                | Wohn- und Geschäftshaus                | Klein-Muffi Hubertistraße 12/14 Karte                     | Wohn- und Geschäftshaus | 1928              |                  |                 |
| Wohn- und Geschäftshaus       | Wohn- und Geschäftshaus                | Schloss, Innenstadtring Hüfferstraße 9/10 Karte           | Fassade Wohn- und Geschäftshaus | um 1925/26        |                  |                 |
| weitere Bilder                | Tuckesburg                             | Hüfferstraße 18a Karte                                    | Tuckesburg | 1892              |                  |                 |
| Wohn- und Geschäftshaus       | Wohn- und Geschäftshaus                | Schloss, Innenstadtring Hüfferstraße 22 Karte             | Wohn- und Geschäftshaus | um 1902           |                  |                 |
| weitere Bilder                | Hüfferstift                            | Schloss, Innenstadtring Hüfferstraße 27 Karte             | Hüfferstift | 1902/03           |                  |                 |
| weitere Bilder                | Ehemaliges Hotel und Cafe Schnellmann  | Innenstadtring Hüfferstraße 75 Karte                      | Ehemaliges Hotel und Cafe Schnellmann | 1930/31           |                  |                 |

### Straßen mit I/J
| Bild           | Bezeichnung                            | Lage                                                             | Beschreibung | Bauzeit | Eingetragen seit | Denkmal- nummer |
| -------------- | -------------------------------------- | ---------------------------------------------------------------- | --- | ------- | ---------------- | --------------- |
| weitere Bilder | Wohnhäuser der Siedlung „Grüner Grund“ | Geistviertel Inselbogen 4,6,7,9,10,12,14,16,25,27,29,45,47 Karte | Die Siedlung „Grüner Grund“ wurde von 1924 bis 1931 unter den leitenden Architekten Gustav Wolf (bis 1927) und Eugen Lauffer von der Westfälischen Heimstätte als Teil der Gartenstadt Habichtshöhe/Grüner Grund mit 650 Wohneinheiten im Heimatschutzstil erbaut. Die stark beschädigte Mustersiedlung Habichtshöhe/Grüner Grund wurde in der ursprünglichen Form wieder aufgebaut. Die Gebäude wurden 1978 in Abstimmung mit der Denkmalpflege aufwendig saniert. Das Wohnquartier steht wegen seiner stadt- und architekturgeschichtlichen Bedeutung unter Denkmalschutz. Alle Häuser von Nr. 4 bis Nr. 47 sind Einzeldenkmäler. |         |                  |                 |
| Gartenhaus     | Gartenhaus                             | Geistviertel Josefstraße 2 Karte                                 | Gartenhaus | 1749    |                  |                 |

### Straßen mit K
| Bild                          | Bezeichnung                     | Lage                                             | Beschreibung | Bauzeit           | Eingetragen seit | Denkmal- nummer |
| ----------------------------- | ------------------------------- | ------------------------------------------------ | --- | ----------------- | ---------------- | --------------- |
| weitere Bilder                | Wohnhaus                        | Mauritz-West Kaiser-Wilhelm-Ring 1a Karte        | Wohnhaus | 1903              |                  |                 |
| Villa Sunder-Plaßmann         | Villa Sunder-Plaßmann           | Mauritz-West Kaiser-Wilhelm-Ring 9 Karte         | 1909 vom Dombaumeister und Architekten Wilhelm Sunder-Plaßmann errichtet und Anfang der 1980er Jahre detailgetreu renoviert. Die Fassade der im Stile des Barock errichteten Villa besteht aus roten Ziegeln sowie gelblichem Ibbenbürener Sandstein. | 1909              |                  |                 |
| Villa ten Hompel              | Villa ten Hompel                | Mauritz-West Kaiser-Wilhelm-Ring 28 Karte        | Ab 1924 vom Zement-Industriellen und Reichstagsabgeordneten Rudolf ten Hompel als representative Villa errichtet, nach Niedergang ten Hompels und Gerichtsverfahren gegen ihn ab 1939 Staatseigentum, Nutzung für die Polizei sowohl im NS als auch danach, ab 1954 Dezernat für Wiedergutmachung ansässig, Ende der 1990er Kauf durch die Stadt Münster und Gestaltung als Gedenkstätte zu Polizei- und Verwaltungshandeln. | 1924              |                  |                 |
| weitere Bilder                | Mietwohnhaus                    | Kreuzviertel Kampstraße 2 Karte                  | Mietwohnhaus und Einfriedung | 1906              |                  |                 |
| weitere Bilder                | Wohnhaus                        | Kreuzviertel Kanalstraße 30 Karte                | Wohn- und Geschäftshaus |                   |                  |                 |
| Wohnhaus                      | Wohnhaus                        | Kreuzviertel Kanonierstraße 8 Karte              | Wohnhaus | 1898              |                  |                 |
| weitere Bilder                | Wohnhaus                        | Mauritz-Mitte Kapitelstraße 30 Karte             | Wohnhaus | 1939              |                  |                 |
| weitere Bilder                | Wohnhaus                        | Mauritz-Mitte Kapitelstraße 51 Karte             | Wohnhaus | 1952              |                  |                 |
| weitere Bilder                | Kapuziner-Klosterkirche         | Neutor Kapuzinerstraße 29 Karte                  | Klosterkirche |                   |                  |                 |
| BW                            | Landeshaus                      | Erphoviertel Karlstraße 3 Karte                  | als Teil von Landeshaus, Eintragung siehe Freiherr-vom-Stein-Platz 1 |                   |                  |                 |
| Landeshaus                    | Landeshaus                      | Karlstraße 19–29 Karte                           | als Teil von Landeshaus, Eintragung siehe Freiherr-vom-Stein-Platz 1 |                   |                  |                 |
| weitere Bilder                | Überwasserschule                | Kuhviertel Katthagen 7 Karte                     | Schulgebäude: Ehemals Überwasserschule, jetzt Teil der Gesamtschule Münster-Mitte | 1910              |                  |                 |
| Miethaus                      | Miethaus                        | Kreuzviertel Kellermannstraße 5 Karte            | Miethaus | 1909              |                  |                 |
| Wohnhaus                      | Wohnhaus                        | Kreuzviertel Kellermannstraße 9 Karte            | | um 1910           |                  |                 |
| Miethaus                      | Miethaus                        | Kreuzviertel Kellermannstraße 11 Karte           | Miethaus | 1910              |                  |                 |
| weitere Bilder                | Fabrik                          | Kreuzviertel Kellermannstraße 13a,13b,13c Karte  | Fabrik | um 1915           |                  |                 |
| Miethaus                      | Miethaus                        | Kreuzviertel Kellermannstraße 13 Karte           | | um 1911           |                  |                 |
| Miethaus                      | Miethaus                        | Kreuzviertel Kellermannstraße 14 Karte           | Miethaus | um 1925           |                  |                 |
| Miethaus                      | Miethaus                        | Kreuzviertel Kellermannstraße 15 Karte           | Miethaus | um 1911           |                  |                 |
| Miethaus                      | Miethaus                        | Kreuzviertel Kellermannstraße 16 Karte           | Miethaus | um 1925           |                  |                 |
| Miethaus                      | Miethaus                        | Kreuzviertel Kellermannstraße 17 Karte           | Miethaus | um 1911           |                  |                 |
| Miethaus                      | Miethaus                        | Kreuzviertel Kellermannstraße 18 Karte           | Miethaus | um 1925           |                  |                 |
| Miethaus                      | Miethaus                        | Kreuzviertel Kellermannstraße 20 Karte           | Miethaus | um 1925           |                  |                 |
| Wohnhaus                      | Wohnhaus                        | Kreuzviertel Kellermannstraße 22 Karte           | Wohnhaus | um 1925           |                  |                 |
| weitere Bilder                | Miethaus                        | Kreuzviertel Kettelerstraße 4 Karte              | Miethaus | 1905              |                  |                 |
| Miethaus                      | Miethaus                        | Kreuzviertel Kettelerstraße 5 Karte              | Miethaus | 1908              |                  |                 |
| weitere Bilder                | Miethaus                        | Kreuzviertel Kettelerstraße 6 Karte              | Miethaus | 1905              |                  |                 |
| weitere Bilder                | Miet- und Geschäftshaus         | Kreuzviertel Kettelerstraße 7 Karte              | Miet- und Geschäftshaus | 1905              |                  |                 |
| weitere Bilder                | Miethaus                        | Kreuzviertel Kettelerstraße 8 Karte              | Miethaus | 1905/06           |                  |                 |
| weitere Bilder                | Miethaus                        | Kreuzviertel Kettelerstraße 14 Karte             | Miethaus | 1905              |                  |                 |
| weitere Bilder                | Miethaus                        | Kreuzviertel Kettelerstraße 17 Karte             | Miethaus | 1907              |                  |                 |
| weitere Bilder                | Miet- und Geschäftshaus         | Kreuzviertel Kettelerstraße 24 Karte             | Miet- und Geschäftshaus | 1911              |                  |                 |
| weitere Bilder                | Miet- und Geschäftshaus         | Kreuzviertel Kettelerstraße 30 Karte             | Miet- und Geschäftshaus | 1905              |                  |                 |
| weitere Bilder                | Miethaus                        | Kreuzviertel Kettelerstraße 32 Karte             | Miethaus | 1905              |                  |                 |
| weitere Bilder                | Miethaus                        | Kreuzviertel Kettelerstraße 34 Karte             | Miethaus | 1905              |                  |                 |
| weitere Bilder                | Wohnhaus                        | Kreuzviertel Kettelerstraße 35 Karte             | Wohnhaus | um 1905           |                  |                 |
| weitere Bilder                | Miethaus                        | Kreuzviertel Kettelerstraße 47 Karte             | Miethaus | 1910              |                  |                 |
| Wohnhaus                      | Wohnhaus                        | Kreuzviertel Kinderhauser Straße 1 Karte         | Wohnhaus | um 1925–30        |                  |                 |
| Wohnhaus                      | Wohnhaus                        | Kreuzviertel Kinderhauser Straße 6 Karte         | Wohnhaus | um 1925           |                  |                 |
| Wohnhaus                      | Wohnhaus                        | Kreuzviertel Kinderhauser Straße 8 Karte         | Wohnhaus | um 1925           |                  |                 |
| Wohnhaus                      | Wohnhaus                        | Kreuzviertel Kinderhauser Straße 11 Karte        | Wohnhaus | um 1900           |                  |                 |
| Wohnhaus                      | Wohnhaus                        | Mauritz-Mitte, Erphoviertel Kirchstraße 8 Karte  | Wohnhaus | 1932              |                  |                 |
| weitere Bilder                | Wohnhaus                        | Mauritz-Mitte, Erphoviertel Kirchstraße 58 Karte | Wohnhaus | 1914              |                  |                 |
| Wasserbär an der Kreuzschanze | Wasserbär an der Kreuzschanze   | Kreuzviertel Kleimannstraße/Promenade Karte      | Wasserbär | 1602              |                  |                 |
| weitere Bilder                | Doppelvilla                     | Kreuzviertel Kleimannstraße 5 Karte              | Doppelvilla | 1904/05           |                  |                 |
| weitere Bilder                | Doppelvilla                     | Kreuzviertel Kleimannstraße 6 Karte              | Doppelvilla | 1904/05           |                  |                 |
| weitere Bilder                | Wohnhaus                        | Kreuzviertel Kleine Wienburgstraße 6 Karte       | Wohnhaus, Atelier und Garage | 1956              |                  |                 |
| Wohnhaus                      | Wohnhaus                        | Kuhviertel Kreuzstraße 15 Karte                  | Wohnhaus |                   |                  |                 |
| weitere Bilder                | Wohnhaus „Blaues Haus“          | Kuhviertel Kreuzstraße 16/17 Karte               | Wohnhaus | Mitte 18. Jh.     |                  |                 |
| weitere Bilder                | Wohnhaus                        | Kuhviertel Kreuzstraße 28 Karte                  | Wohnhaus „Himmel“ | Mitte 19. Jh.     |                  |                 |
| weitere Bilder                | Wohnhaus                        | Kuhviertel Kreuzstraße 29 Karte                  | Wohnhaus „Hölle“ | 1. Hälfte 19. Jh. |                  |                 |
| Wohnhaus                      | Wohnhaus                        | Kuhviertel Kreuzstraße 30/31 Karte               | Wohnhaus | Mitte 18. Jh.     |                  |                 |
| weitere Bilder                | Wohn- und Geschäftshaus         | Kuhviertel Kreuzstraße 33/34 Karte               | Wohn- und Geschäftshaus |                   |                  |                 |
| Wohn- und Geschäftshaus       | Wohn- und Geschäftshaus         | Kuhviertel Kreuzstraße 36 Karte                  | Wohn- und Geschäftshaus |                   |                  |                 |
| Wohn- und Geschäftshaus       | Wohn- und Geschäftshaus         | Kuhviertel Kreuzstraße 37 Karte                  | Wohn- und Geschäftshaus |                   |                  |                 |
| weitere Bilder                | Gaststätte                      | Kuhviertel Kreuzstraße 38 Karte                  | Gaststätte |                   |                  |                 |
| Wohnhaus                      | Wohnhaus                        | Kuhviertel Kreuzstraße 39 Karte                  | Wohnhaus |                   |                  |                 |
| weitere Bilder                | Ehemalige Landwirtschaftsschule | Josef Kronprinzenstraße 13, 13a, 13b Karte       | Landwirtschaftsschule |                   |                  |                 |

### Straßen mit L
| Bild           | Bezeichnung                   | Lage                                  | Beschreibung | Bauzeit | Eingetragen seit | Denkmal- nummer |
| -------------- | ----------------------------- | ------------------------------------- | --- | ------- | ---------------- | --------------- |
| Wohnhaus       | Wohnhaus                      | Kreuzviertel Lazarettstraße 7 Karte   | | um 1905 |                  |                 |
| Lazarettbunker | Lazarettbunker                | Kreuzviertel Lazarettstraße 10 Karte  | Lazarettbunker | 1940/41 |                  |                 |
| weitere Bilder | Ehemaliges Fabrikgebäude      | Hansaviertel Lingener Straße 12 Karte | Ehemaliges Fabrikgebäude, jetzt zu Wohnungen (Hansaloft) umgebaut | 1907    |                  |                 |
| weitere Bilder | Wohnhaus                      | Mauritz-Mitte Lönsstraße 3 Karte      | Siedlung „Erphoviertel“: Die Siedlung umfasst die Häuserzeilen Lönsstraße 3-17 (ungerade), Manfredstraße 23-29 (ungerade), Ostmarkstraße 46-58 (gerade) und Wiener Straße 31-47 (ungerade) im Stadtbezirk Mitte von Münster (Westfalen). |         |                  |                 |
| weitere Bilder | Wohnhaus                      | Mauritz-Mitte Lönsstraße 5 Karte      | Siedlung „Erphoviertel“ |         |                  |                 |
| weitere Bilder | Wohnhaus                      | Mauritz-Mitte Lönsstraße 7 Karte      | Siedlung „Erphoviertel“ |         |                  |                 |
| weitere Bilder | Wohnhaus                      | Mauritz-Mitte Lönsstraße 9 Karte      | Siedlung „Erphoviertel“ |         |                  |                 |
| weitere Bilder | Wohnhaus                      | Mauritz-Mitte Lönsstraße 11 Karte     | Siedlung „Erphoviertel“ |         |                  |                 |
| weitere Bilder | Wohnhaus                      | Mauritz-Mitte Lönsstraße 13 Karte     | Siedlung „Erphoviertel“ |         |                  |                 |
| weitere Bilder | Wohnhaus                      | Mauritz-Mitte Lönsstraße 15 Karte     | Siedlung „Erphoviertel“ |         |                  |                 |
| weitere Bilder | Wohnhaus                      | Mauritz-Mitte Lönsstraße 17 Karte     | Siedlung „Erphoviertel“ |         |                  |                 |
| weitere Bilder | Wohnhaus                      | Hansaviertel Lortzingstraße 6 Karte   | Wohnhaus | 1922    |                  |                 |
| weitere Bilder | Wohnhaus                      | Hansaviertel Lortzingstraße 8 Karte   | Wohnhaus | 1922    |                  |                 |
| weitere Bilder | Traindenkmal                  | Ludgeriplatz/Promenade Karte          | Ehrenmal 1914–1918 (Traindenkmal/1925). Ehrenmal für die Gefallenen des Train Bataillon Nr. 7 in China 1901 und Deutsch-Südwest-Afrika 1905–1906. Inschriften: Die königl. westfäl. Trainabt. No. 7 ihren im Kriege 1914-18 gefallenen Helden. / Für König und Vaterland starben 865 Offiziere, Sanitäts- und Veterinäroff. des Heeres (???), Unteroffiziere und Mannschaften. / Sie gaben ihr Alles, ihr Leben, ihr Blut. Sie gaben es hin mit heiligem Mut. / Es gibt kein Wort für das Opfer zu danken. Es gibt keinen Dank für sie, die da sanken, für uns. Separate Bodenplatten: Westf. Train Batallion No. 7 / Es starb den Heldentod für Kaiser und Reich in China 1901 Trainsoldat Karl Adami II. Komp. // Westf. Train Batallion No. 7 / Es starben den Heldentod für Kaiser und Reich in Deutsch-Südwestafrika 1905-06 Sergeant Gustav Durchholz 3. Komp., Gefreiter Otto Chemnitz 3. Komp. |         |                  |                 |
| weitere Bilder | Sinnbilder der Landwirtschaft | Innenstadtring Ludgeriplatz Karte     | Denkmal Sinnbilder der Landwirtschaft: Magd mit Stier und Knecht mit Pferd | 1912    |                  |                 |

### Straßen mit M
| Bild                    | Bezeichnung                | Lage                                               | Beschreibung | Bauzeit                | Eingetragen seit | Denkmal- nummer |
| ----------------------- | -------------------------- | -------------------------------------------------- | --- | ---------------------- | ---------------- | --------------- |
| weitere Bilder          | Wohnhaus                   | Mauritz-Mitte Manfredstraße 23 Karte               | Siedlung „Erphoviertel“: Die Siedlung umfasst die Häuserzeilen Lönsstraße 3-17 (ungerade), Manfredstraße 23-29 (ungerade), Ostmarkstraße 46-58 (gerade) und Wiener Straße 31-47 (ungerade) im Stadtbezirk Mitte von Münster (Westfalen). | 1925-1927              |                  |                 |
| weitere Bilder          | Wohnhaus                   | Mauritz-Mitte Manfredstraße 25 Karte               | Siedlung „Erphoviertel“ | 1925-1927              |                  |                 |
| weitere Bilder          | Wohnhaus                   | Mauritz-Mitte Manfredstraße 27 Karte               | Siedlung „Erphoviertel“ | 1925-1927              |                  |                 |
| weitere Bilder          | Wohnhaus                   | Mauritz-Mitte Manfredstraße 29 Karte               | Siedlung „Erphoviertel“ | 1925-1927              |                  |                 |
| weitere Bilder          | Ehemaliges Luftgaukommando | Herz-Jesu Manfred-von-Richthofen-Straße 8–12 Karte | Ehemaliges Luftgaukommando VI. Das Gebäude wurde 1935/1936 von Ernst Sagebiel erbaut und blieb im Zweiten Weltkrieg nahezu unbeschädigt. | 1936–1939              |                  |                 |
| BW                      | Anne-Frank-Schule          | Manfred-von-Richthofen-Straße 39 Karte             | Anne-Frank-Schule |                        |                  |                 |
| Mietshaus               | Mietshaus                  | Hansaviertel Margaretenstraße 4 Karte              | Mietshaus | 1897                   |                  |                 |
| Wohnhaus                | Wohnhaus                   | Kreuzviertel Marientalstraße 17 Karte              | Wohnhaus | zwischen 1878 und 1895 |                  |                 |
| Miethaus                | Miethaus                   | Kreuzviertel Marientalstraße 18 Karte              | Miethaus | um 1907                |                  |                 |
| Miethaus                | Miethaus                   | Kreuzviertel Marientalstraße 21 Karte              | Miethaus/Doppelhaushälfte | um 1889                |                  |                 |
| Wohnhaus                | Wohnhaus                   | Kreuzviertel Marientalstraße 29/31 Karte           | Wohnhaus (Gartenhaustyp) | um 1885/90             |                  |                 |
| Wohnhaus                | Wohnhaus                   | Kreuzviertel Marientalstraße 35 Karte              | |                        |                  |                 |
| Wohnhaus                | Wohnhaus                   | Kreuzviertel Marientalstraße 43 Karte              | |                        |                  |                 |
| weitere Bilder          | Wohnhausvilla              | Mauritz-Mitte Mauritzheide 4 Karte                 | Wohnhausvilla | 1925                   |                  |                 |
| weitere Bilder          | Friedhofskreuz             | Herz-Jesu Mauritz-Lindenweg Karte                  | Friedhofskreuz | 1840                   |                  |                 |
| weitere Bilder          | Pfeiler Eingang Friedhof   | Herz-Jesu Mauritz-Lindenweg Karte                  | Pfeiler | ab 1870                |                  |                 |
| weitere Bilder          | Wohnhaus/Villa             | Herz-Jesu Mauritz-Lindenweg 29 Karte               | Wohnhaus/Villa | 1936                   |                  |                 |
| weitere Bilder          | Mauritius-Haus             | Hansaviertel Mauritzsteinpfad 6/9 Karte            | Ehemaliger Kindergarten | 1878                   |                  |                 |
| Wohnhaus/Atelier        | Wohnhaus/Atelier           | Schlachthof Maximilianstraße 7b Karte              | Wohnhaus/Atelier | 1933                   |                  |                 |
| weitere Bilder          | Wohn- und Geschäftshaus    | Schlachthof Maximilianstraße 30 Karte              | Wohn- und Geschäftshaus |                        |                  |                 |
| Miet- und Geschäftshaus | Miet- und Geschäftshaus    | Kreuzviertel Melchersstraße 2 Karte                | Miet- und Geschäftshaus | um 1910                |                  |                 |
| Miet- und Geschäftshaus | Miet- und Geschäftshaus    | Kreuzviertel Melchersstraße 3 Karte                | Miet- und Geschäftshaus | um 1907                |                  |                 |
| Miethaus                | Miethaus                   | Kreuzviertel Melchersstraße 5 Karte                | Miethaus | 1907                   |                  |                 |
| Miethaus                | Miethaus                   | Kreuzviertel Melchersstraße 7 Karte                | Miethaus | um 1907                |                  |                 |
| Miethaus                | Miethaus                   | Kreuzviertel Melchersstraße 14 Karte               | Miethaus | um 1905                |                  |                 |
| Wohnhaus                | Wohnhaus                   | Kreuzviertel Melchersstraße 15 Karte               | Wohnhaus | 1915/16                |                  |                 |
| Wohnhaus                | Wohnhaus                   | Kreuzviertel Melcherstraße 23 Karte                | Wohnhaus | um 1910                |                  |                 |
| Wohn- und Geschäftshaus | Wohn- und Geschäftshaus    | Kreuzviertel Melchersstraße 30 Karte               | Wohn- und Geschäftshaus | 1928                   |                  |                 |
| Wohnhaus                | Wohnhaus                   | Kreuzviertel Melchersstraße 39 Karte               | Wohnhaus (vormals Objektnummer 907) | um 1905                |                  |                 |
| Wohnhaus                | Wohnhaus                   | Kreuzviertel Melcherstraße 50 Karte                | Wohnhaus |                        |                  |                 |
| Miethaus                | Miethaus                   | Kreuzviertel Melchersstraße 52 Karte               | Miethaus | 1910                   |                  |                 |
| Miethaus                | Miethaus                   | Kreuzviertel Melchersstraße 54 Karte               | Miethaus | 1910                   |                  |                 |
| Miethaus                | Miethaus                   | Kreuzviertel Melchersstraße 60 Karte               | Miethaus | um 1925                |                  |                 |
| Miethaus                | Miethaus                   | Kreuzviertel Melchersstraße 62 Karte               | Miethaus | um 1925                |                  |                 |
| Miethaus                | Miethaus                   | Kreuzviertel Melchersstraße 67 Karte               | Miethaus | um 1929                |                  |                 |
| Miethaus                | Miethaus                   | Kreuzviertel Melchersstraße 70 Karte               | Miethaus | 1912                   |                  |                 |
| Miethaus                | Miethaus                   | Kreuzviertel Melchersstraße 72 Karte               | Miethaus | 1912                   |                  |                 |
| Miethaus                | Miethaus                   | Kreuzviertel Melchersstraße 74 Karte               | Miethaus | 1912                   |                  |                 |
| Miet- und Geschäftshaus | Miet- und Geschäftshaus    | Kreuzviertel Melchersstraße 76 Karte               | Miet- und Geschäftshaus | 1912                   |                  |                 |
| Miet- und Geschäftshaus | Miet- und Geschäftshaus    | Melchersstraße 78 Karte                            | Miet- und Geschäftshaus | 1912                   |                  |                 |
| Schloßtheater           | Schloßtheater              | Kreuzviertel Melchersstraße 81 Karte               | Schloßtheater | 1953                   |                  |                 |
| Wohnhaus                | Wohnhaus                   | Kreuzviertel Melchersstraße 86–88 Karte            | Wohnhaus | 1929                   |                  |                 |
| weitere Bilder          | Wohnhaus                   | Hansaviertel Meppener Straße 15/17 Karte           | Wohnhaus | 1931                   |                  |                 |
| weitere Bilder          | Wohnhaus                   | Hansaviertel Meppener Straße 20/22 Karte           | Wohnhaus | 1928                   |                  |                 |
| BW                      | Grenzstein                 | Uppenberg Meßkamp/Ecke Grevener Straße Karte       | Grenzstein -> siehe Grevener Str. |                        |                  |                 |
| Katholisches Pfarrhaus  | Katholisches Pfarrhaus     | Geist Metzer Straße 33 Karte                       | Katholisches Pfarrhaus | 1928/29                |                  |                 |
| weitere Bilder          | Heilig-Geist-Kirche        | Geist Metzer Straße 35 Karte                       | Angesichts der nach 1922 stark wachsenden Neuansiedlung auf der Geist bat 1924 der Kirchenvorstand von St. Joseph, zu dessen Gemeinde das Geistviertel bis zur späteren Abpfarrung der Heilig-Geist-Gemeinde gehörte, die Stadt Münster um einen Bauplatz im Zentrum des neu entstehenden Geistviertels. Am 24. Juli 1924 wurde ein Grundstück von 10.100 m² an der Metzer Straße zugesagt. Ein Architekturwettbewerb um Entwürfe für die neue Kirche wurde am 26. Juni 1925 ausgelobt. Vorsitzender des Preisgerichts war der bedeutende katholische Kirchenarchitekt Dominikus Böhm. Am 25. März 1927 wurde der Entwurf des Duisburger Architekten Walter Kremer für den Bau ausgewählt. Aufgrund der allgemeinen schlechten wirtschaftlichen Situation in Deutschland wurden erst im Sommer 1928 die Gelder für den Bau bewilligt. Der erste Spatenstich erfolgte am 30. Juli 1928, die feierliche Grundsteinlegung fand am 21. Oktober 1928 statt. Im Oktober 1929 wurden die ersten drei Glocken eingeweiht. Im Jahre 1947 fand in der Heilig-Geist-Kirche die Inthronisation von Michael Keller zum Bischof von Münster statt, da der Wiederaufbau des St.-Paulus-Doms erst 1956 abgeschlossen wurde. | 1928/29                |                  |                 |
| weitere Bilder          | Wohnhaus                   | Mauritz-Ost Mondstraße 9                           | Wohnhaus, Neobarock | zwischen 1910 und 1920 |                  |                 |
| weitere Bilder          | Wohnhaus                   | Mauritz-Ost Mondstraße 23                          | Wohnhaus | 1935                   |                  |                 |
| weitere Bilder          | Pastorat                   | Mauritz-Ost Mondstraße 59 Karte                    | Pastorat | 1938                   |                  |                 |
| weitere Bilder          | St. Konrad                 | Mauritz-Ost Mondstraße 61 Karte                    | Die St.-Konrad-Kirche wurde im Jahr 1937 erbaut, was insofern eine Besonderheit darstellt, als während der Zeit des Nationalsozialismus kaum Kirchen gebaut wurden. Erst durch das Engagement von Bauernverbänden im umliegenden Gebiet war der Bau möglich (Architekt Ostermann). Die St.-Konrad-Kirche wurde am 23. Oktober 1938 als Rektorats- und Tochterkirche von St. Mauritz vom damaligen Bischof von Münster, dem späteren Kardinal Clemens August Graf von Galen, konsekriert. Sie wurde dem hl. Bruder Konrad von Parzham geweiht. Pfingsten 2007 wurde sie die Pfarrkirche der neuen Gemeinde St. Benedikt. Am 30. Mai 2013 ging die Pfarrei St. Benedikt durch die Fusion mehrerer Pfarreien in der Großpfarrei Sankt Mauritz auf. Die St.-Konrad-Kirche ist seitdem eine der Kirchen der neuen Großpfarrei. | 1938                   |                  |                 |
| weitere Bilder          | Wohnhaus                   | Mauritz-Ost Mondstraße 215 Karte                   | Siedlung „Schmittingheide“ |                        |                  |                 |
| weitere Bilder          | Wohnhaus                   | Mauritz-Ost Mondstraße 217 Karte                   | Siedlung „Schmittingheide“ |                        |                  |                 |
| weitere Bilder          | Wohnhaus                   | Mauritz-Ost Mondstraße 219 Karte                   | Siedlung „Schmittingheide“ |                        |                  |                 |
| weitere Bilder          | Wohnhaus                   | Mauritz-Ost Mondstraße 221 Karte                   | Siedlung „Schmittingheide“ |                        |                  |                 |
| weitere Bilder          | Wohnhaus                   | Mauritz-Ost Mondstraße 223 Karte                   | Siedlung „Schmittingheide“ |                        |                  |                 |
| weitere Bilder          | Wohnhaus                   | Mauritz-Ost Mondstraße 225 Karte                   | Siedlung „Schmittingheide“ |                        |                  |                 |
| weitere Bilder          | Wohnhaus                   | Mondstraße 227 Karte                               | Siedlung „Schmittingheide“ |                        |                  |                 |
| weitere Bilder          | Wohnhaus                   | Mauritz-Ost Mondstraße 229 Karte                   | Siedlung „Schmittingheide“ |                        |                  |                 |
| weitere Bilder          | Wohnhaus                   | Mauritz-Ost Mondstraße 231 Karte                   | Siedlung „Schmittingheide“ |                        |                  |                 |
| weitere Bilder          | Wohnhaus                   | Mauritz-Ost Mondstraße 233 Karte                   | Siedlung „Schmittingheide“ |                        |                  |                 |
| weitere Bilder          | Wohnhaus                   | Mauritz-Ost Mondstraße 235 Karte                   | Siedlung „Schmittingheide“ |                        |                  |                 |

### Straßen mit N
| Bild                            | Bezeichnung                     | Lage                                                      | Beschreibung | Bauzeit  | Eingetragen seit | Denkmal- nummer |
| ------------------------------- | ------------------------------- | --------------------------------------------------------- | --- | -------- | ---------------- | --------------- |
| Südwestliches Torhaus am Neutor | Südwestliches Torhaus am Neutor | Schloss, Innenstadtring Neutor 1 Karte                    | Torhaus – früher unter Hindenburgplatz 75 geführt. Die beiden Torhäuser am Neutor sind neben dem Mauritztor die einzigen noch erhaltenen Torhäuser der Stadt, die nach der Schleifung der Stadtbefestigung angelegt wurden. Weiterhin sind sie neben den in die Städtischen Bühnen integrierten Überresten des Romberger Hofes die einzigen von Wilhelm Ferdinand Lipper erhaltenen Gebäude in Münster. | 1778     |                  | Fachwerkgebäude |
| Nordöstliches Torhaus am Neutor | Nordöstliches Torhaus am Neutor | Schloss, Innenstadtring Neutor 2 Karte                    | Torhaus – früher unter Hindenburgplatz 78 geführt. Die beiden Torhäuser am Neutor sind neben dem Mauritztor die einzigen noch erhaltenen Torhäuser der Stadt, die nach der Schleifung der Stadtbefestigung angelegt wurden. Weiterhin sind sie neben den in die Städtischen Bühnen integrierten Überresten des Romberger Hofes die einzigen von Wilhelm Ferdinand Lipper erhaltenen Gebäude in Münster. | 1778     |                  |                 |
| Wohnhaus                        | Wohnhaus                        | Schlachthof, Innenstadtring Niedersachsenring 20–28 Karte | Siedlung „Schnorrenburgviertel“ | 1928     |                  |                 |
| weitere Bilder                  | Wohnhaus                        | Schlachthof, Innenstadtring Niedersachsenring 32 Karte    | Siedlung „Schnorrenburgviertel“ |          |                  |                 |
| Wohnhaus                        | Wohnhaus                        | Schlachthof, Innenstadtring Niedersachsenring 34 Karte    | Siedlung „Schnorrenburgviertel“ |          |                  |                 |
| Wohnhaus                        | Wohnhaus                        | Schlachthof, Innenstadtring Niedersachsenring 36 Karte    | Siedlung „Schnorrenburgviertel“ |          |                  |                 |
| Wohnhaus                        | Wohnhaus                        | Schlachthof, Innenstadtring Niedersachsenring 38 Karte    | Siedlung „Schnorrenburgviertel“ |          |                  |                 |
| Wohnhaus                        | Wohnhaus                        | Schlachthof, Innenstadtring Niedersachsenring 40 Karte    | Siedlung „Schnorrenburgviertel“ |          |                  |                 |
| weitere Bilder                  | Wohnhaus                        | Schlachthof, Innenstadtring Niedersachsenring 42 Karte    | Siedlung „Schnorrenburgviertel“ |          |                  | Wohnhaus        |
| weitere Bilder                  | Wohnhaus                        | Niedersachsenring 44 Karte                                | Siedlung „Schnorrenburgviertel“ |          |                  |                 |
| Wohnhaus                        | Wohnhaus                        | Schlachthof, Innenstadtring Niedersachsenring 46 Karte    | Siedlung „Schnorrenburgviertel“ |          |                  |                 |
| Wohnhaus                        | Wohnhaus                        | Schlachthof, Innenstadtring Niedersachsenring 48 Karte    | Siedlung „Schnorrenburgviertel“ |          |                  |                 |
| Wohnhaus                        | Wohnhaus                        | Niedersachsenring 50 Karte                                | Siedlung „Schnorrenburgviertel“ |          |                  |                 |
| Wohnhaus                        | Wohnhaus                        | Schlachthof, Innenstadtring Niedersachsenring 52 Karte    | Siedlung „Schnorrenburgviertel“ |          |                  |                 |
| Wohnhaus                        | Wohnhaus                        | Schlachthof, Innenstadtring Niedersachsenring 54 Karte    | Siedlung „Schnorrenburgviertel“ |          |                  |                 |
| Wohnhaus                        | Wohnhaus                        | Schlachthof, Innenstadtring Niedersachsenring 56 Karte    | Siedlung „Schnorrenburgviertel“ | Wohnhaus |                  |                 |
| Wohnhaus                        | Wohnhaus                        | Schlachthof, Innenstadtring Niedersachsenring 58 Karte    | Siedlung „Schnorrenburgviertel“ |          |                  |                 |
| weitere Bilder                  | Wohnhaus                        | Schlachthof, Innenstadtring Niedersachsenring 60 Karte    | Siedlung „Schnorrenburgviertel“ |          |                  |                 |
| Wohnhaus                        | Wohnhaus                        | Kreuzviertel Nordplatz 3 Karte                            | Wohnhaus | um 1905  |                  |                 |
| Wohnhaus                        | Wohnhaus                        | Kreuzviertel Nordplatz 4 Karte                            | Wohnhaus | um 1906  |                  |                 |
| Wohnhaus                        | Wohnhaus                        | Kreuzviertel Nordstraße 9 Karte                           | Wohnhaus | um 1893  |                  |                 |
| weitere Bilder                  | Wohnhaus                        | Kreuzviertel Nordstraße 12 Karte                          | Wohnhaus, Fassade und Baukörper ohne Anbau | 1896     |                  |                 |
| weitere Bilder                  | Einfamilienhaus                 | Kreuzviertel Nordstraße 25 Karte                          | Einfamilienhaus | 1890     |                  |                 |
| weitere Bilder                  | Miethaus                        | Kreuzviertel Nordstraße 26 Karte                          | Miethaus | 1900     |                  |                 |
| weitere Bilder                  | Miethaus                        | Kreuzviertel Nordstraße 34 Karte                          | Miethaus | 1906     |                  |                 |
| Wohnhaus                        | Wohnhaus                        | Kreuzviertel Nordstraße 35 Karte                          | Wohnhaus | 1895     |                  |                 |
| Miethaus                        | Miethaus                        | Kreuzviertel Nordstraße 40 Karte                          | Miethaus | um 1902  |                  |                 |
| Zweifamilienhaus                | Zweifamilienhaus                | Kreuzviertel Nordstraße 45 Karte                          | Zweifamilienhaus | 1895     |                  |                 |
| weitere Bilder                  | Wohnhaus                        | Mauritz-West, Hansaviertel Nottebohmstraße 4 Karte        | Wohnhaus | 1920     |                  |                 |
| weitere Bilder                  | Wohnhaus                        | Mauritz-West, Hansaviertel Nottebohmstraße 5 Karte        | Wohnhaus | 1915     |                  |                 |

### Straßen mit O
| Bild                    | Bezeichnung                            | Lage                                                           | Beschreibung | Bauzeit | Eingetragen seit | Denkmal- nummer |
| ----------------------- | -------------------------------------- | -------------------------------------------------------------- | --- | ------- | ---------------- | --------------- |
| weitere Bilder          | Wohnhäuser der Siedlung „Grüner Grund“ | Geistviertel Oberschlesier Straße 1,2,3,4,5,6,7,12,14,16 Karte | Die Siedlung „Grüner Grund“ wurde von 1924 bis 1931 unter den leitenden Architekten Gustav Wolf (bis 1927) und Eugen Lauffer von der Westfälischen Heimstätte als Teil der Gartenstadt Habichtshöhe/Grüner Grund mit 650 Wohneinheiten im Heimatschutzstil erbaut. Die stark beschädigte Mustersiedlung Habichtshöhe/Grüner Grund wurde in der ursprünglichen Form wieder aufgebaut. Die Gebäude wurden 1978 in Abstimmung mit der Denkmalpflege aufwendig saniert. Das Wohnquartier steht wegen seiner stadt- und architekturgeschichtlichen Bedeutung unter Denkmalschutz. Alle Häuser von Nr. 1 bis Nr. 16 sind Einzeldenkmäler. |         |                  |                 |
| weitere Bilder          | Villa                                  | St. Mauritz Ostmarkstraße 9 Karte                              | Villa | 1911    |                  |                 |
| weitere Bilder          | Wohn- und Geschäftshaus                | St. Mauritz Ostmarkstraße 15 Karte                             | Wohn- und Geschäftshaus | 1907    |                  |                 |
| Wohn- und Geschäftshaus | Wohn- und Geschäftshaus                | St. Mauritz Ostmarkstraße 17 Karte                             | Wohn- und Geschäftshaus |         |                  |                 |
| weitere Bilder          | Erphokirche                            | St. Mauritz Ostmarkstraße 20 Karte                             | Eigentlicher Name ist Christus-König-Kirche. Die Architektur der Kirche knüpft an romanische Vorbilder, insbesondere an St. Mauritz an, unterscheidet sich aber vom kopierenden Historismus der wilhelminischen Ära und zeigt in der geometrischen und flächigen Wandstruktur deutliche Merkmale ihrer Entstehungszeit. Die Erphokirche ist ein großräumiger Saalbau aus Werkstein. Der rechteckige Chor wird von zwei Türmen flankiert. Repräsentativen Anspruch bekundet das mehrtürmige Westwerk mit dem hohen, quadratischen Mittelturm, der von vier niedrigeren Türmen flankiert wird, und durch Gesimsbänder, ein lanzettartiges Rundbogenfenster und rundbogige Schallarkaden gegliedert wird. Den westlichen Haupteingang bildet eine einfache Dreierarkade. In den neun Achsen der Wände des Langhauses befinden sich Rundbogenfenster. An den Wänden des Langhauses sind flachgedeckte Vorbauten angebaut, in denen sich jeweils mittig ein Seiteneingang zur Kirche befindet. Das Ostwerk ist als ein hoher Kastenchor errichtet, flankiert durch die beiden Chortürme. Im Chor befinden sich ebenfalls Rundbogenfenster. Über dem Langhaus und dem Chor erstreckt sich ein Satteldach, das im Osten abgewalmt ist. Unter dem Dach befindet sich ein Tonnengewölbe, das allerdings im Zuge einer Umgestaltung der Kirche im Jahre 1972 durch eine abgehängte Holzdecke verdeckt wurde. | 1928–30 |                  |                 |
| weitere Bilder          | Tafel                                  | St. Mauritz Ostmarkstraße 42 Karte                             | Tafel (zur Vorgeschichte des Baus von Eisenbahnerwohnungen an Bohlweg und Lönsstraße im Jahre 1935) | 1935    |                  |                 |
| weitere Bilder          | Wohnhaus                               | St. Mauritz Ostmarkstraße 46 Karte                             | Siedlung „Erphoviertel“: Die Siedlung umfasst die Häuserzeilen Lönsstraße 3-17 (ungerade), Manfredstraße 23-29 (ungerade), Ostmarkstraße 46-58 (gerade) und Wiener Straße 31-47 (ungerade) im Stadtbezirk Mitte von Münster (Westfalen). |         |                  |                 |
| Wohnhaus                | Wohnhaus                               | St. Mauritz Ostmarkstraße 48 Karte                             | Siedlung „Erphoviertel“ |         |                  |                 |
| Wohnhaus                | Wohnhaus                               | St. Mauritz Ostmarkstraße 50 Karte                             | Siedlung „Erphoviertel“ |         |                  |                 |
| Wohnhaus                | Wohnhaus                               | St. Mauritz Ostmarkstraße 52 Karte                             | Siedlung „Erphoviertel“ |         |                  |                 |
| Wohnhaus                | Wohnhaus                               | St. Mauritz Ostmarkstraße 54 Karte                             | Siedlung „Erphoviertel“ |         |                  |                 |
| Wohnhaus                | Wohnhaus                               | St. Mauritz Ostmarkstraße 56 Karte                             | Siedlung „Erphoviertel“ |         |                  |                 |
| weitere Bilder          | Wohnhaus                               | St. Mauritz Ostmarkstraße 58 Karte                             | Siedlung „Erphoviertel“ |         |                  |                 |
| weitere Bilder          | Wohn- und Geschäftshaus                | St. Mauritz Ostmarkstraße 82 Karte                             | Wohn- und Geschäftshaus | 1931    |                  |                 |
| BW                      | Torpfeiler mit Wappen                  | St. Mauritz Oststraße, neben dem Franziskus-Hospital Karte     | Torpfeiler mit Wappen |         |                  |                 |
| Wohn- und Geschäftshaus | Wohn- und Geschäftshaus                | St. Mauritz Oststraße 24 Karte                                 | Wohn- und Geschäftshaus | 1906    |                  |                 |
| weitere Bilder          | Wohnhaus                               | St. Mauritz Ottostraße 15 Karte                                | Wohnhaus | um 1890 |                  |                 |

### Straßen mit P
| Bild                    | Bezeichnung                  | Lage                                                              | Beschreibung | Bauzeit | Eingetragen seit | Denkmal- nummer |
| ----------------------- | ---------------------------- | ----------------------------------------------------------------- | --- | ------- | ---------------- | --------------- |
| weitere Bilder          | Doppelhaushälfte             | St. Mauritz Piusallee 23 Karte                                    | Doppelhaushälfte | 1924    |                  |                 |
| weitere Bilder          | Wohnhaus                     | St. Mauritz Piusallee 24 Karte                                    | Wohnhaus | um 1878 |                  |                 |
| weitere Bilder          | Doppelhaushälfte             | St. Mauritz Piusallee 25 Karte                                    | Doppelhaushälfte | 1924    |                  |                 |
| weitere Bilder          | Generalsvilla von Scharf     | St. Mauritz Piusallee 76 Karte                                    | Ehemalige Generalsvilla; jetzt Büros des Bischöflichen Generalvikariats | 1936    |                  |                 |
| weitere Bilder          | Wohn- und Geschäftshaus      | St. Mauritz Piusallee 130 Karte                                   | Siedlung „Schnorrenburgviertel“ |         |                  |                 |
| Wohn- und Geschäftshaus | Wohn- und Geschäftshaus      | St. Mauritz Piusallee 132 Karte                                   | Siedlung „Schnorrenburgviertel“ |         |                  |                 |
| Wohn- und Geschäftshaus | Wohn- und Geschäftshaus      | St. Mauritz Piusallee 134 Karte                                   | Siedlung „Schnorrenburgviertel“ |         |                  |                 |
| weitere Bilder          | Wohnhaus                     | St. Mauritz Piusallee 138 Karte                                   | Siedlung „Schnorrenburgviertel“ |         |                  |                 |
| Wohnhaus                | Wohnhaus                     | St. Mauritz Piusallee 140 Karte                                   | Siedlung „Schnorrenburgviertel“ |         |                  |                 |
| Wohnhaus                | Wohnhaus                     | St. Mauritz Piusallee 148 Karte                                   | Siedlung „Schnorrenburgviertel“ |         |                  |                 |
| Wohnhaus                | Wohnhaus                     | St. Mauritz Piusallee 150 Karte                                   | Siedlung „Schnorrenburgviertel“ |         |                  |                 |
| Wohnhaus                | Wohnhaus                     | St. Mauritz Piusallee 152 Karte                                   | Siedlung „Schnorrenburgviertel“ |         |                  |                 |
| BW                      | Doppelwohnhaus               | St. Mauritz Pleistermühlenweg 103/105 Karte                       | Doppelwohnhaus in Atriumbauweise |         |                  |                 |
| weitere Bilder          | Wohnhaus                     | Geistviertel Prinz-Eugen-Straße 48 Karte                          | Wohnhaus | 1949    |                  |                 |
| Wohnhaus                | Wohnhaus                     | Geistviertel Prinz-Eugen-Straße 52 Karte                          | Wohnhaus | 1952    |                  |                 |
| weitere Bilder          | Traindenkmal                 | Josef, Innenstadtring Promenade/Ludgeriplatz Karte                | Ehrenmal 1914–1918 (Traindenkmal/1925), Eintragung siehe Ludgeriplatz |         |                  |                 |
| weitere Bilder          | „Schinkendenkmal“            | Erphoviertel Promenade/Fürstenbergstraße Karte                    | Ehrenmal in den Grünanlagen für die Gefallenen 1864, 1866, 1870/71, Eintragung siehe Fürstenbergstraße |         |                  |                 |
| weitere Bilder          | Ehrenmal Kürassierregiment   | Schloss, Innenstadtring Promenade/Aegidiitor/Weseler Straße Karte | Ehrenmal Kürassierregiment | 1964    |                  |                 |
| Durchlass der Aa        | Durchlass der Aa             | Schloss, Innenstadtring an der Badestraße Karte                   | Promenade, Durchlass der Aa (an der Badestraße) |         |                  |                 |
| weitere Bilder          | Dreizehnerdenkmal            | Schloss, Innenstadtring Promenade/Aegidiitor Karte                | Ehrenmal ursprünglich für die Opfer aus dem Infanterieregiment 13 im Krieg 1914-1918. Nach 1945 auch den Opfern aus dem Infanterie- und Panzergrenadier-Regiment 79 gewidmet und bis 2016 Ort der zentralen Gedenkfeier am Volkstrauertag für die Toten beider Weltkriege. | 1925    |                  |                 |
| weitere Bilder          | Ehemaliges Wohnhaus Benteler | Mauritz-Mitte Prozessionsweg 54 Karte                             | Ehemaliges Wohnhaus |         |                  |                 |

### Straßen mit R
| Bild                    | Bezeichnung                | Lage                                                | Beschreibung | Bauzeit              | Eingetragen seit | Denkmal- nummer |
| ----------------------- | -------------------------- | --------------------------------------------------- | --- | -------------------- | ---------------- | --------------- |
| Wohnhaus                | Wohnhaus                   | Kreuzviertel Raesfeldstraße 3 Karte                 | Wohnhaus | 1904                 |                  |                 |
| weitere Bilder          | Miet- und Geschäftshaus    | Kreuzviertel Raesfeldstraße 4 Karte                 | Miet- und Geschäftshaus | 1906                 |                  |                 |
| Wohnhaus                | Wohnhaus                   | Kreuzviertel Raesfeldstraße 5 Karte                 | Wohnhaus | 1923                 |                  |                 |
| Miethaus                | Miethaus                   | Kreuzviertel Raesfeldstraße 6 Karte                 | Miethaus | 1906                 |                  |                 |
| Miethaus                | Miethaus                   | Kreuzviertel Raesfeldstraße 13 Karte                | Miethaus | um 1904              |                  |                 |
| Wohnhaus                | Wohnhaus                   | Kreuzviertel Raesfeldstraße 17 Karte                | Wohnhaus | um 1903              |                  |                 |
| Mietwohnhaus            | Mietwohnhaus               | Kreuzviertel Raesfeldstraße 18 Karte                | Mietwohnhaus | 1907                 |                  |                 |
| Mietwohnhaus            | Mietwohnhaus               | Kreuzviertel Raesfeldstraße 20 Karte                | Mietwohnhaus | 1906                 |                  |                 |
| weitere Bilder          | Miethaus                   | Kreuzviertel Raesfeldstraße 22 Karte                | Miethaus | um 1907              |                  |                 |
| Wohnhaus                | Wohnhaus                   | Kreuzviertel Raesfeldstraße 26 Karte                | Wohnhaus | 1907                 |                  |                 |
| Wohnhaus                | Wohnhaus                   | Kreuzviertel Raesfeldstraße 28 Karte                | Wohnhaus | 1906                 |                  |                 |
| Wohnhaus                | Wohnhaus                   | Kreuzviertel Raesfeldstraße 30 Karte                | Wohnhaus | 1906                 |                  |                 |
| Wohnhaus                | Wohnhaus                   | Kreuzviertel Raesfeldstraße 32 Karte                | Wohnhaus | 1906                 |                  |                 |
| Miet- und Geschäftshaus | Miet- und Geschäftshaus    | Kreuzviertel Raesfeldstraße 37 Karte                | Miet- und Geschäftshaus | um 1910              |                  |                 |
| Wohnhaus?               | Wohnhaus?                  | Kreuzviertel Raesfeldstraße 39 Karte                | Wohnhaus? |                      |                  |                 |
| weitere Bilder          | Reihenhaus                 | Mauritz-Mitte Rheinstraße 31 Karte                  | Reihenhaus | 1919                 |                  |                 |
| weitere Bilder          | Reihenhaus                 | Mauritz-Mitte Rheinstraße 33 Karte                  | Reihenhaus | 1919                 |                  |                 |
| weitere Bilder          | Reihenhaus                 | Mauritz-Mitte Rheinstraße 35 Karte                  | Reihenhaus | 1919                 |                  |                 |
| weitere Bilder          | Reihenhaus                 | Mauritz-Mitte Rheinstraße 37 Karte                  | Reihenhaus | 1919                 |                  |                 |
| weitere Bilder          | Reihenhaus                 | Mauritz-Mitte Rheinstraße 39 Karte                  | Reihenhaus | 1919                 |                  |                 |
| weitere Bilder          | Reihenhaus                 | Mauritz-Mitte Rheinstraße 41 Karte                  | Reihenhaus | 1919                 |                  |                 |
| weitere Bilder          | Doppelhaushälfte           | Uppenberg Robert-Blum-Straße 11 Karte               | Doppelhaushälfte mit Terrasse und Garten; Ausstattung (teilweise)                                                                                    |                      |                  |                 |
| weitere Bilder          | Kinderklinik               | Schloss, Innenstadtring Robert-Koch-Straße 31 Karte | Ehemalige Kinderklinik des Universitätsklinikums Münster (bis 1983); beherbergt jetzt verschiedene Institute und Schulen der Medizinischen Fakultät. | 1910/11              |                  |                 |
| Wohnhaus                | Wohnhaus                   | Schloss, Innenstadtring Rottendorffweg 15 Karte     | Wohnhaus |                      |                  |                 |
| weitere Bilder          | Verwaltungsgebäude         | Hansaviertel Rudolfstraße 2 Karte                   | Verwaltungsgebäude | 1953                 |                  |                 |
| weitere Bilder          | Miethaus                   | Hansaviertel Rudolfstraße 8 Karte                   | Miethaus | 1908                 |                  |                 |
| Miethaus                | Miethaus                   | Hansaviertel Rudolfstraße 10 Karte                  | Miethaus | 1909                 |                  |                 |
| Mehrfamilienhaus        | Mehrfamilienhaus           | Hansaviertel Rudolfstraße 17 Karte                  | Mehrfamilienhaus | 1911/12              |                  |                 |
| Wohnhaus                | Wohnhaus                   | Kreuzviertel Rudolf-von-Langen-Str. 27 Karte        | Wohnhaus | um 1880              |                  |                 |
| Wohnhaus                | Wohnhaus                   | Kreuzviertel Rudolf-von-Langen-Str. 34 Karte        | Wohnhaus mit Nebengebäuden | zwischen 1875 und 78 |                  |                 |
| weitere Bilder          | Wohnhaus                   | Kreuzviertel Rudolf-von-Langen-Str. 39 Karte        | Wohnhaus | 1926/27              |                  |                 |
| Miet- und Geschäftshaus | Miet- und Geschäftshaus    | Kreuzviertel Rudolf-von-Langen-Str. 42 Karte        | Miet- und Geschäftshaus | um 1910              |                  |                 |
| Wohnhaus                | Wohnhaus                   | Kreuzviertel Rudolf-von-Langen-Str. 49 Karte        | Wohnhaus | um 1910              |                  |                 |
| weitere Bilder          | Hofanlage mit Fachwerkhaus | Rumphorst Rumphorstweg 75 Karte                     | Hofanlage mit Fachwerkhaus |                      |                  |                 |

### Straßen mit S
| Bild                                   | Bezeichnung                                                                | Lage                                                                                         | Beschreibung | Bauzeit               | Eingetragen seit | Denkmal- nummer |
| -------------------------------------- | -------------------------------------------------------------------------- | -------------------------------------------------------------------------------------------- | --- | --------------------- | ---------------- | --------------- |
| weitere Bilder                         | Friedhof Sacre Coeur                                                       | Uppenberg, Mitte Sacre-Coeur-Weg bei 10 Karte                                                | Friedhof mit Einfriedigung, Kruzifixus und erhaltenen Teilen der Binnenstruktur. Ruhestätte der Ordensfrauen der Gemeinschaft vom Heiligsten Herzen Jesu Sacre Coeur. |                       |                  |                 |
| weitere Bilder                         | Ehemaliger Mauritzfriedhof                                                 | Mauritz-Mitte, Mitte Sankt-Mauritz-Freiheit, Grünplatz nördlich der St.-Mauritz-Kirche Karte | Ehemaliger Mauritzfriedhof |                       |                  |                 |
| weitere Bilder                         | Torpfeiler der ehemaligen Stiftsimmunität St. Mauritz                      | Mauritz-Mitte, Mitte Sankt-Mauritz-Freiheit Karte                                            | drei Torpfeiler | 18. Jh.               |                  |                 |
| weitere Bilder                         | St. Mauritz                                                                | Mauritz-Mitte, Mitte Sankt-Mauritz-Freiheit 22 Karte                                         | Mauritzkirche (um 1070, ältester Sakralbau Münsters) und Kreuzigungsgruppe (um 1630) Die Kirche hat ein dreischiffiges neuromanisches Langhaus basilikalen Querschnitts. An das Langhaus schließt östlich der gotische Chor an, der durch zwei romanische Türme (Osttürme) flankiert wird. Dem Langhaus vorgelagert erhebt sich der mächtige Glockenturm (Westturm). Seitlich davon, jeweils an der westlichen Frontseite der Seitenschiffe, befinden sich Eingänge zur Kirche. Unterhalb des Turmes führt ein Durchgang vom Langhaus in die Erphokapelle, die dem Westturm vorgelagert ist. | 1070                  |                  |                 |
| weitere Bilder                         | Kaplanei                                                                   | Mauritz-Mitte, Mitte Sankt-Mauritz-Freiheit 24 Karte                                         | Kaplanei |                       |                  |                 |
| weitere Bilder                         | Pfarrhaus/ehemalige Kurie                                                  | Mauritz-Mitte, Mitte Sankt-Mauritz-Freiheit 25 Karte                                         | Pfarrhaus/ehemalige Kurie | 1758                  |                  |                 |
| weitere Bilder                         | Torhaus                                                                    | Mauritz-Mitte, Mitte Sankt-Mauritz-Freiheit 28/30 Karte                                      | Torhaus |                       |                  |                 |
| weitere Bilder                         | Pflaster                                                                   | Kuhviertel, Mitte Schafgasse Karte                                                           | Pflaster | 18. Jh.               |                  |                 |
| BW                                     | Bildstock                                                                  | Mauritz-Mitte, Mitte Schiffahrter Damm 171 Karte                                             | Bildstock |                       |                  |                 |
| weitere Bilder                         | Wohn- und Geschäftshaus                                                    | Hansaviertel, Mitte Schillerstraße 30 Karte                                                  | Wohn- und Geschäftshaus | 1903                  |                  |                 |
| weitere Bilder                         | Wohnhaus                                                                   | Rumphorst, Mitte Schleswiger Straße 4 Karte                                                  | Siedlung „Schnorrenburgviertel“ |                       |                  |                 |
| weitere Bilder                         | Wohnhaus                                                                   | Rumphorst, Mitte Schleswiger Straße 6 Karte                                                  | Siedlung „Schnorrenburgviertel“ |                       |                  |                 |
| weitere Bilder                         | Wohnhaus                                                                   | Rumphorst, Mitte Schleswiger Straße 8 Karte                                                  | Siedlung „Schnorrenburgviertel“ |                       |                  |                 |
| weitere Bilder                         | Wohnhaus                                                                   | Rumphorst, Mitte Schleswiger Straße 9 Karte                                                  | Siedlung „Schnorrenburgviertel“ |                       |                  |                 |
| weitere Bilder                         | Wohnhaus                                                                   | Rumphorst, Mitte Schleswiger Straße 10 Karte                                                 | Siedlung „Schnorrenburgviertel“ |                       |                  |                 |
| weitere Bilder                         | Wohnhaus                                                                   | Rumphorst, Mitte Schleswiger Straße 11 Karte                                                 | Siedlung „Schnorrenburgviertel“ |                       |                  |                 |
| weitere Bilder                         | Wohnhaus                                                                   | Rumphorst, Mitte Schleswiger Straße 12 Karte                                                 | Siedlung „Schnorrenburgviertel“ |                       |                  |                 |
| weitere Bilder                         | Wohnhaus                                                                   | Rumphorst, Mitte Schleswiger Straße 13 Karte                                                 | Siedlung „Schnorrenburgviertel“ |                       |                  |                 |
| weitere Bilder                         | Wohnhaus                                                                   | Rumphorst, Mitte Schleswiger Straße 14 Karte                                                 | Siedlung „Schnorrenburgviertel“ |                       |                  |                 |
| weitere Bilder                         | Wohnhaus                                                                   | Rumphorst, Mitte Schleswiger Straße 15 Karte                                                 | Siedlung „Schnorrenburgviertel“ |                       |                  |                 |
| weitere Bilder                         | Wohnhaus                                                                   | Rumphorst, Mitte Schleswiger Straße 16 Karte                                                 | Siedlung „Schnorrenburgviertel“ |                       |                  |                 |
| weitere Bilder                         | Wohnhaus                                                                   | Rumphorst, Mitte Schleswiger Straße 17 Karte                                                 | Siedlung „Schnorrenburgviertel“ |                       |                  |                 |
| weitere Bilder                         | Wohnhaus                                                                   | Rumphorst, Mitte Schleswiger Straße 18 Karte                                                 | Siedlung „Schnorrenburgviertel“ |                       |                  |                 |
| weitere Bilder                         | Wohnhaus                                                                   | Rumphorst, Mitte Schleswiger Straße 20 Karte                                                 | Siedlung „Schnorrenburgviertel“ |                       |                  |                 |
| weitere Bilder                         | Wohnhaus                                                                   | Rumphorst, Mitte Schleswiger Straße 21 Karte                                                 | Siedlung „Schnorrenburgviertel“ |                       |                  |                 |
| weitere Bilder                         | Wohnhaus                                                                   | Rumphorst, Mitte Schleswiger Straße 22 Karte                                                 | Siedlung „Schnorrenburgviertel“ |                       |                  |                 |
| weitere Bilder                         | Wohnhaus                                                                   | Rumphorst, Mitte Schleswiger Straße 23 Karte                                                 | Siedlung „Schnorrenburgviertel“ |                       |                  |                 |
| weitere Bilder                         | Wohnhaus                                                                   | Rumphorst, Mitte Schleswiger Straße 24 Karte                                                 | Siedlung „Schnorrenburgviertel“ |                       |                  |                 |
| weitere Bilder                         | Wohnhaus                                                                   | Rumphorst, Mitte Schleswiger Straße 25 Karte                                                 | Siedlung „Schnorrenburgviertel“ |                       |                  |                 |
| weitere Bilder                         | Wohnhaus                                                                   | Rumphorst, Mitte Schleswiger Straße 26 Karte                                                 | Siedlung „Schnorrenburgviertel“ |                       |                  |                 |
| weitere Bilder                         | Wohnhaus                                                                   | Rumphorst, Mitte Schleswiger Straße 27 Karte                                                 | Siedlung „Schnorrenburgviertel“ |                       |                  |                 |
| weitere Bilder                         | Wohnhaus                                                                   | Rumphorst, Mitte Schleswiger Straße 28 Karte                                                 | Siedlung „Schnorrenburgviertel“ |                       |                  |                 |
| weitere Bilder                         | Wohnhaus                                                                   | Rumphorst, Mitte Schleswiger Straße 29 Karte                                                 | Siedlung „Schnorrenburgviertel“ |                       |                  |                 |
| weitere Bilder                         | Wohnhaus                                                                   | Rumphorst, Mitte Schleswiger Straße 30 Karte                                                 | Siedlung „Schnorrenburgviertel“ |                       |                  |                 |
| weitere Bilder                         | Wohnhaus                                                                   | Rumphorst, Mitte Schleswiger Straße 31 Karte                                                 | Siedlung „Schnorrenburgviertel“ |                       |                  |                 |
| weitere Bilder                         | Wohnhaus                                                                   | Rumphorst, Mitte Schleswiger Straße 32 Karte                                                 | Siedlung „Schnorrenburgviertel“ |                       |                  |                 |
| weitere Bilder                         | Wohnhaus                                                                   | Rumphorst, Mitte Schleswiger Straße 33 Karte                                                 | Siedlung „Schnorrenburgviertel“ |                       |                  |                 |
| weitere Bilder                         | Neobarockbrücke zur Hüfferstraße                                           | Schloss, Mitte Schlossgarten, Nähe Hüfferstraße Karte                                        | Neobarockbrücke |                       |                  |                 |
| Ehemaliger Hofgarten mit Schlossgraben | Ehemaliger Hofgarten mit Schlossgraben                                     | Schloss, Mitte Schlossgarten Karte                                                           | Ehemaliger Hofgarten mit Schlossgraben |                       |                  |                 |
| weitere Bilder                         | Ehrenmal Lothringer Feldartillerie-Regiment 69                             | Schloss, Mitte Schlossgarten Karte                                                           | Ehrenmal |                       |                  |                 |
| weitere Bilder                         | Ehrenmal Feldartillerie-Regiment 22                                        | Schloss, Mitte Schlossgarten Karte                                                           | Ehrenmal |                       |                  |                 |
| weitere Bilder                         | Botanischer Garten und Gewächshäuser                                       | Schloss, Mitte Schlossgarten Karte                                                           | Der Botanische Garten Münster wurde 1803 per Dekret des Freiherrn vom Stein an der medizinischen Fakultät der Universität Münster gegründet. Der Garten wurde als Lehr- und Forschungsstätte angelegt, erste Gewächshäuser wurden bereits 1804 errichtet. Um jedoch finanzielle Schwierigkeiten auszugleichen, mussten immer wieder Pflanzen verkauft werden. In den Wirren der Besetzung Westfalens durch französische Truppen und den Folgen des Wiener Kongresses 1815 wurde das Konzept geändert: Es sollten mehrheitlich einheimische Pflanzen gezüchtet werden. Der Botanische Garten befindet sich im Besitz der Universität Münster und wird von dieser als Forschungsstätte verwendet, jedoch ist das Begehen auch für Privatpersonen gestattet. |                       |                  |                 |
| weitere Bilder                         | Ehrenmal Botschafter von Kettler                                           | Schloss, Mitte Schlossgarten Karte                                                           | Ehrenmal |                       |                  |                 |
| Orangerie                              | Orangerie                                                                  | Schloss, Mitte Schlossgarten Karte                                                           | Orangerie |                       |                  |                 |
| weitere Bilder                         | Pavillon                                                                   | Schloss, Mitte Schlossgarten Karte                                                           | Pavillon |                       |                  |                 |
| weitere Bilder                         | Schlossplatz (ehemaliger Hindenburgplatz)                                  | Schloss, Mitte Schlossplatz Karte                                                            | Die Geschichte des Schlossplatzes geht zurück bis ins Spätmittelalter. In dieser Zeit konnte von einem Platz noch nicht gesprochen werden, vielmehr war es ein offenes Feld vor der Stadtmauer. Ins Stadtgebiet und innerhalb der Stadtmauern kam der Platz erst im Jahre 1661, als Münster von Christoph Bernhard von Galen nach erfolgreicher Belagerung eingenommen wurde. Er ließ die westliche Stadtmauer abtragen und eine Zitadelle errichten. Die Fläche des Schlossplatzes sollte als Esplanade, also als freies Schussfeld auf die Stadt dienen. Dies änderte sich erst im Jahre 1759, als dieser Bereich unter fürstbischöflicher Verwaltung den Namen „Neuplatz“ erhielt. Zehn Jahre später (1769) wurde der Neuplatz Teil des Generalplans von Johann Conrad Schlaun, der von Fürstbischof Maximilian Friedrich von Königsegg-Rothenfels den Auftrag zum Bau eines Residenzschlosses am Ort der Zitadelle erhalten hatte: Der Platz sollte an seinen Hauptachsen durch kleine Wäldchen und Bassins begrenzt werden, die Mittelachse sollte eine freie Sicht auf das Schloss ermöglichen. Sein Plan blieb jedoch unvollendet, da nach seinem Tod im Jahre 1773 sein Nachfolger Wilhelm Ferdinand Lipper das französische Gestaltungskonzept gegen ein englisches Gestaltungsideal ersetzte. Erst im Jahre 1800 wurde die ebenfalls von Wilhelm Ferdinand Lipper konzipierte Promenade über den Platz fortgeführt. Der Platz wurde hauptsächlich für Paraden und militärische Aufmärsche genutzt. Ansonsten blieb der Platz bis zum Ende der 1920er Jahre nahezu unverändert, als das plötzliche Absterben der Mitte des 19. Jahrhunderts gepflanzten Ulmen eine Umgestaltung notwendig machte. Besondere Bedeutung während dieser Zeit hatte der 9. November 1918, als auf dem Neuplatz am selben Tag wie in Berlin die Ausrufung der Republik in Deutschland erfolgte. 1927 wurde der damals als Neuplatz bekannte innerstädtische Platz in Hindenburgplatz umbenannt. Am 3. April 1933 folgte die Ernennung des Generalfeldmarschalls und Reichspräsidenten Paul von Hindenburg zum Ehrenbürger der Stadt Münster. Erst am 21. März 2012 wurde durch den Rat der Stadt Münster in geheimer Abstimmung beschlossen, den Hindenburgplatz in Schlossplatz umzubenennen. | ab etwa 1773          |                  |                 |
| weitere Bilder                         | Ehemaliges südliches Wachthaus                                             | Schloss, Mitte Schlossplatz 1 Karte                                                          | Ehemaliges südliches Wachthaus, jetzt Sitz des ASTA der Universität Münster | 1779                  |                  |                 |
| weitere Bilder                         | Fürstbischöfliches Schloss Münster                                         | Schloss, Mitte Schlossplatz 2 Karte                                                          | Das Fürstbischöfliche Schloss ist ein in den Jahren von 1767 bis 1787 im Stil des Barock erbautes Residenzschloss für Münsters vorletzten Fürstbischof Maximilian Friedrich von Königsegg-Rothenfels. Der Architekt war Johann Conrad Schlaun. Seit 1954 ist es Sitz und Wahrzeichen der Universität. Das Schloss ist aus dem für Münster typischen Baumberger Sandstein gebaut. Schlaun entwarf das Schloss in der Grundform einer hochbarocken Residenz. Als Baumaterial wählte er die für ihn typische reizvolle Kombination von hellem Baumberger Sandstein für Simse, Pilaster und Dekoration und rotem Backstein für die Flächen. Über dem Erdgeschoss, das vorwiegend Wirtschaftszwecken diente, liegt das repräsentative Hauptgeschoss (Beletage), darüber ein niedrigeres Wohngeschoss und die Dachkammern. Der Baukörper zeigt vollkommene Symmetrie. Der in Nord-Süd-Richtung gestreckte Hauptbau hat an den Flanken zwei gleich hohe, rechtwinklig nach Osten führende, relativ kurze Arme, so dass ein weiter Ehrenhof entsteht. Alle Aufmerksamkeit des von der Stadtseite Kommenden wird auf den breiten, im Dachbereich erhöhten und mit einer Laterne gekrönten Mittelrisalit mit dem Hauptportal gelenkt. Dessen Fassade ist mit einem antikisierenden Giebel und einer Apotheose des fürstbischöflichen Wappens mit musizierenden Engeln geschmückt. Besonders charakteristisch für Schlaun ist die doppelte, konkav-konvexe Schwingung dieses Fassadenbereichs. | 1767–84               |                  |                 |
| weitere Bilder                         | Ehemaliges Kutscherhaus                                                    | Schloss, Mitte Schlossplatz 3 Karte                                                          | Ehemaliges Kutscherhaus des fürstbischöflichen Schlosses, nach dem 2. Weltkrieg umgebaut zum Werkstattgebäude der Physikalischen Institute der Universität. Beherbergt jetzt unter anderem den Career Service der Universität. | 1773/74               |                  |                 |
| weitere Bilder                         | Institutsgebäude der Universität                                           | Schloss, Mitte Schlossplatz 5/7 Karte                                                        | Marstall der Schlossanlage. Jetzt Institutsgebäude der Universität Münster | 1905–1907 und 1911/12 |                  |                 |
| weitere Bilder                         | Ehemaliges nördliches Wachthaus                                            | Schloss, Mitte Schlossplatz 6 Karte                                                          | Ehemaliges nördliches Wachthaus (Kavaliershaus), jetzt Sitz des Graduate Centre der Universität. | 1772/73               |                  |                 |
| Wohnhaus                               | Wohnhaus                                                                   | Rumphorst, Mitte Schnorrenburg 25 Karte                                                      | Siedlung „Schnorrenburgviertel“ |                       |                  |                 |
| weitere Bilder                         | Wohnhaus                                                                   | Rumphorst, Mitte Schnorrenburg 26 Karte                                                      | Siedlung „Schnorrenburgviertel“ |                       |                  |                 |
| Wohnhaus                               | Wohnhaus                                                                   | Rumphorst, Mitte Schnorrenburg 27 Karte                                                      | Siedlung „Schnorrenburgviertel“ |                       |                  |                 |
| Wohnhaus                               | Wohnhaus                                                                   | Rumphorst, Mitte Schnorrenburg 28 Karte                                                      | Siedlung „Schnorrenburgviertel“ |                       |                  |                 |
| Wohnhaus                               | Wohnhaus                                                                   | Rumphorst, Mitte Schnorrenburg 29 Karte                                                      | Siedlung „Schnorrenburgviertel“ |                       |                  |                 |
| Wohnhaus                               | Wohnhaus                                                                   | Rumphorst, Mitte Schnorrenburg 30 Karte                                                      | Siedlung „Schnorrenburgviertel“ |                       |                  |                 |
| Wohnhaus                               | Wohnhaus                                                                   | Rumphorst, Mitte Schnorrenburg 31 Karte                                                      | Siedlung „Schnorrenburgviertel“ |                       |                  |                 |
| Wohnhaus                               | Wohnhaus                                                                   | Rumphorst, Mitte Schnorrenburg 32 Karte                                                      | Siedlung „Schnorrenburgviertel“ |                       |                  |                 |
| Wohnhaus                               | Wohnhaus                                                                   | Rumphorst, Mitte Schnorrenburg 33 Karte                                                      | Siedlung „Schnorrenburgviertel“ |                       |                  |                 |
| weitere Bilder                         | Wohnhaus                                                                   | Rumphorst, Mitte Schnorrenburg 34 Karte                                                      | Siedlung „Schnorrenburgviertel“ |                       |                  |                 |
| Wohnhaus                               | Wohnhaus                                                                   | Rumphorst, Mitte Schnorrenburg 35 Karte                                                      | Siedlung „Schnorrenburgviertel“ |                       |                  |                 |
| Wohnhaus                               | Wohnhaus                                                                   | Rumphorst, Mitte Schnorrenburg 37 Karte                                                      | Siedlung „Schnorrenburgviertel“ |                       |                  |                 |
| Wohnhaus                               | Wohnhaus                                                                   | Rumphorst, Mitte Schnorrenburg 39 Karte                                                      | Siedlung „Schnorrenburgviertel“ |                       |                  |                 |
| Wohnhaus                               | Wohnhaus                                                                   | Rumphorst, Mitte Schnorrenburg 41 Karte                                                      | Siedlung „Schnorrenburgviertel“ |                       |                  |                 |
| Wohnhaus                               | Wohnhaus                                                                   | Rumphorst, Mitte Schnorrenburg 43 Karte                                                      | Siedlung „Schnorrenburgviertel“ |                       |                  |                 |
| Wohnhaus                               | Wohnhaus                                                                   | Rumphorst, Mitte Schnorrenburg 45 Karte                                                      | Siedlung „Schnorrenburgviertel“ |                       |                  |                 |
| weitere Bilder                         | Wohnhaus                                                                   | Rumphorst, Mitte Schnorrenburg 47 Karte                                                      | Siedlung „Schnorrenburgviertel“ |                       |                  |                 |
| Ehemalige Landwirtschaftskammer        | Ehemalige Landwirtschaftskammer                                            | Bahnhof, Innenstadtring Schorlemerstraße 26                                                  | Ehemalige Landwirtschaftskammer | 1951/52               |                  |                 |
| Miethaus                               | Miethaus                                                                   | Kreuzviertel, Innenstadtring Schulstraße 1 Karte                                             | Miethaus | um 1899               |                  |                 |
| Mietwohnhaus                           | Mietwohnhaus                                                               | Kreuzviertel, Innenstadtring Schulstraße 3 Karte                                             | Mietwohnhaus | 1898/99               |                  |                 |
| Mietwohnhaus                           | Mietwohnhaus                                                               | Kreuzviertel, Innenstadtring Schulstraße 5                                                   | Mietwohnhaus | um 1898               |                  |                 |
| weitere Bilder                         | Mietwohnhaus                                                               | Kreuzviertel, Innenstadtring Schulstraße 6 Karte                                             | Mietwohnhaus | 1912                  |                  |                 |
| Mietwohnhaus                           | Mietwohnhaus                                                               | Kreuzviertel, Innenstadtring Schulstraße 7 Karte                                             | Mietwohnhaus | um 1890               |                  |                 |
| Wohnhaus                               | Wohnhaus                                                                   | Kreuzviertel, Innenstadtring Schulstraße 8                                                   | Wohnhaus | um 1870               |                  |                 |
| Mietwohnhaus                           | Mietwohnhaus                                                               | Kreuzviertel, Innenstadtring Schulstraße 9 Karte                                             | Mietwohnhaus | um 1890               |                  |                 |
| Wohnhaus                               | Wohnhaus                                                                   | Kreuzviertel, Innenstadtring Schulstraße 17 Karte                                            | Wohnhaus | 1896                  |                  |                 |
| Wohnhaus                               | Wohnhaus                                                                   | Kreuzviertel, Innenstadtring Schulstraße 21 Karte                                            | Wohnhaus | um 1907               |                  |                 |
| Eichendorffschule                      | Eichendorffschule                                                          | Kreuzviertel, Innenstadtring Schulstraße 22 Karte                                            | Ehemalige Eichendorffschule, Schulgebäude |                       |                  |                 |
| weitere Bilder                         | Wohnhaus                                                                   | Mauritz-West, Mitte Schwelingstraße 11 Karte                                                 | Wohnhaus | 1905                  |                  |                 |
| weitere Bilder                         | Wohnhaus                                                                   | Mauritz-West, Mitte Schwelingstraße 13 Karte                                                 | Wohnhaus | 1905                  |                  |                 |
| weitere Bilder                         | Wohnhaus                                                                   | Mauritz-West, Mitte Schwelingstraße 16 Karte                                                 | Wohnhaus | 1905                  |                  |                 |
| weitere Bilder                         | Wohnhaus                                                                   | Mauritz-West, Mitte Schwelingstraße 18 Karte                                                 | Wohnhaus, Architekt: W. Sander | 1905                  | 16.10.1986       | 568/1           |
| weitere Bilder                         | Wohnhaus                                                                   | Geist, Mitte Sentmaringer Weg 4 Karte                                                        | Siedlung „Grüner Grund“ |                       |                  |                 |
| weitere Bilder                         | Wohnhaus                                                                   | Geist, Mitte Sentmaringer Weg 6 Karte                                                        | Siedlung „Grüner Grund“ |                       |                  |                 |
| weitere Bilder                         | Wohnhaus                                                                   | Geist, Mitte Sentmaringer Weg 8 Karte                                                        | Siedlung „Grüner Grund“ |                       |                  |                 |
| weitere Bilder                         | Wohnhaus                                                                   | Geist, Mitte Sentmaringer Weg 12 Karte                                                       | Siedlung „Grüner Grund“ |                       |                  |                 |
| weitere Bilder                         | Wohnhaus                                                                   | Geist, Mitte Sentmaringer Weg 14 Karte                                                       | Siedlung „Grüner Grund“ |                       |                  |                 |
| weitere Bilder                         | Wohnhaus                                                                   | Geist, Mitte Sentmaringer Weg 16 Karte                                                       | Siedlung „Grüner Grund“ |                       |                  |                 |
| weitere Bilder                         | Wohnhaus                                                                   | Geist, Mitte Sentmaringer Weg 18 Karte                                                       | Siedlung „Grüner Grund“ |                       |                  |                 |
| weitere Bilder                         | Wohnhaus                                                                   | Geist, Mitte Sentmaringer Weg 20 Karte                                                       | Siedlung „Grüner Grund“ |                       |                  |                 |
| weitere Bilder                         | Wohnhaus                                                                   | Geist, Mitte Sentmaringer Weg 28 Karte                                                       | Siedlung „Grüner Grund“ |                       |                  |                 |
| weitere Bilder                         | Wohnhaus                                                                   | Geist, Mitte Sentmaringer Weg 30 Karte                                                       | Siedlung „Grüner Grund“ |                       |                  |                 |
| weitere Bilder                         | Wohnhaus                                                                   | Geist, Mitte Sentmaringer Weg 32 Karte                                                       | Siedlung „Grüner Grund“ |                       |                  |                 |
| weitere Bilder                         | Wohnhaus                                                                   | Geist, Mitte Sentmaringer Weg 34 Karte                                                       | Siedlung „Grüner Grund“ |                       |                  |                 |
| weitere Bilder                         | Wohnhaus                                                                   | Geist, Mitte Sentmaringer Weg 36 Karte                                                       | Siedlung „Grüner Grund“ |                       |                  |                 |
| Ehemals: Schmiedeeisernes Tor          | Ehemals: Schmiedeeisernes Tor                                              | Geist, Mitte Sentmaringer Weg 55/57 Karte                                                    | Schmiedeeisernes Tor; jetzt Weseler Straße 133/213 – Eintragungen siehe dort |                       |                  |                 |
| Verlagshaus Aschendorff                | Verlagshaus Aschendorff                                                    | Hansaviertel, Mitte Soester Straße 13 Karte                                                  | Verlags- und Bürogebäude | 1913–15               |                  |                 |
| weitere Bilder                         | Wohnhaus                                                                   | Erphoviertel, Mitte Staufenstraße 30 Karte                                                   | Wohnhaus | um 1904               |                  |                 |
| weitere Bilder                         | Mehrfamilienwohnhaus                                                       | Erphoviertel, Mitte Staufenstraße 34 Karte                                                   | Mehrfamilienwohnhaus | um 1905               |                  |                 |
| weitere Bilder                         | Mehrfamilienwohnhaus                                                       | Erphoviertel, Mitte Staufenstraße 35 Karte                                                   | Mehrfamilienwohnhaus | um 1905               |                  |                 |
| weitere Bilder                         | Wohnhaus                                                                   | Erphoviertel, Mitte Staufenstraße 36 Karte                                                   | Wohnhaus | um 1905               |                  |                 |
| weitere Bilder                         | Wohnhaus                                                                   | Erphoviertel, Mitte Staufenstraße 41 Karte                                                   | Wohnhaus | um 1904               |                  |                 |
| weitere Bilder                         | Mehrfamilienwohnhaus                                                       | Erphoviertel, Mitte Staufenstraße 42 Karte                                                   | Mehrfamilienwohnhaus | um 1905               |                  |                 |
| Mehrfamilienwohnhaus                   | Mehrfamilienwohnhaus                                                       | Erphoviertel, Mitte Staufenstraße 45 Karte                                                   | Mehrfamilienwohnhaus | um 1905               |                  |                 |
| weitere Bilder                         | Mehrfamilienwohnhaus                                                       | Erphoviertel, Mitte Staufenstraße 47 Karte                                                   | Mehrfamilienwohnhaus | um 1905               |                  |                 |
| Mehrfamilienwohnhaus                   | Mehrfamilienwohnhaus                                                       | Erphoviertel, Mitte Staufenstraße 59 Karte                                                   | Mehrfamilienwohnhaus | um 1906               |                  |                 |
| Miet- und Geschäftshaus                | Miet- und Geschäftshaus                                                    | Erphoviertel, Mitte Staufenstraße 61 Karte                                                   | Miet- und Geschäftshaus | 1907                  |                  |                 |
| weitere Bilder                         | Wohn- und Geschäftshaus                                                    | Neutor, Innenstadtring Steinfurter Straße 19                                                 | Wohn- und Geschäftshaus | um 1908–10            |                  |                 |
| Wohnhaus                               | Wohnhaus                                                                   | Neutor, Innenstadtring Steinfurter Straße 43                                                 | Wohnhaus | 1894                  |                  |                 |
| weitere Bilder                         | Sankt Stephanus                                                            | Aaseestadt, Mitte Stephanuskirchplatz 1, 2, 3, 4 Karte                                       | Katholische Kirche mit Pfarrzentrum | 1963–1965             |                  |                 |
| Wohnhaus                               | Wohnhaus                                                                   | Hansaviertel, Mitte Sternstraße 22 Karte                                                     | Wohnhaus |                       |                  |                 |
| weitere Bilder                         | Wohnhaus                                                                   | Hansaviertel, Mitte Sternstraße 46 Karte                                                     | Wohnhaus | 1905–10               |                  |                 |
| Wohnhaus                               | Wohnhaus                                                                   | Kreuzviertel, Innenstadtring Stierlinstraße 10 Karte                                         | Wohnhaus mit Werkstattgebäuden und Gartenhaus | um 1879               |                  |                 |
| Mehrfamilienwohnhaus                   | Mehrfamilienwohnhaus                                                       | Erphoviertel, Mitte Stolbergstraße 11 Karte                                                  | Mehrfamilienwohnhaus | 1909                  |                  |                 |
| Einfamilienhaus                        | Einfamilienhaus                                                            | Kreuzviertel, Innenstadtring Studtstraße 15 Karte                                            | Einfamilienhaus | 1923                  |                  |                 |
| weitere Bilder                         | Wohnhaus                                                                   | Kreuzviertel, Innenstadtring Studtstraße 17 Karte                                            | Wohnhaus | 1923                  |                  |                 |
| weitere Bilder                         | Einfamilienhaus                                                            | Kreuzviertel, Innenstadtring Studtstraße 19 Karte                                            | Einfamilienhaus | 1925                  |                  |                 |
| Wohnhaus Dr. Busz                      | Wohnhaus Dr. Busz                                                          | Kreuzviertel, Innenstadtring Studtstraße 20 Karte                                            | Villa | um 1925               |                  |                 |
| Wohnhaus                               | Wohnhaus                                                                   | Kreuzviertel, Innenstadtring Studtstraße 21 Karte                                            | Wohnhaus | 1927                  |                  |                 |
| weitere Bilder                         | Ehemaliges Wohnhaus mit Atelier, jetzt Haus einer studentischen Verbindung | Kreuzviertel, Innenstadtring Studtstraße 31 Karte                                            | Ehemaliges Wohnhaus mit Atelier | 1928                  |                  |                 |
| Wohnhaus                               | Wohnhaus                                                                   | Kreuzviertel, Innenstadtring Studtstraße 33 Karte                                            | | 1926                  |                  |                 |
| weitere Bilder                         | Miethaus                                                                   | Josef, Innenstadtring Südstraße 89 Karte                                                     | Miethaus | 1904                  |                  |                 |

### Straßen mit U
| Bild          | Bezeichnung   | Lage                                    | Beschreibung  | Bauzeit | Eingetragen seit | Denkmal- nummer |
| ------------- | ------------- | --------------------------------------- | ------------- | ------- | ---------------- | --------------- |
| Alte Schmiede | Alte Schmiede | Kreuzviertel Uppenbergstraße 8a/b Karte | Alte Schmiede | um 1870 |                  |                 |

### Straßen mit V
| Bild                  | Bezeichnung           | Lage                        | Beschreibung                                     | Bauzeit | Eingetragen seit | Denkmal- nummer |
| --------------------- | --------------------- | --------------------------- | ------------------------------------------------ | ------- | ---------------- | --------------- |
| Anatomisches Institut | Anatomisches Institut | Sentrup Vesaliusweg 4 Karte | Anatomisches Institut mit wandfester Ausstattung |         |                  |                 |

### Straßen mit W
| Bild                       | Bezeichnung                          | Lage                                                    | Beschreibung | Bauzeit            | Eingetragen seit | Denkmal- nummer |
| -------------------------- | ------------------------------------ | ------------------------------------------------------- | --- | ------------------ | ---------------- | --------------- |
| weitere Bilder             | Wohn- und Geschäftshaus              | St. Mauritz Warendorfer Straße 41 Karte                 | Wohn- und Geschäftshaus | 1906               |                  |                 |
| weitere Bilder             | Wohn- und Geschäftshaus              | St. Mauritz Warendorfer Straße 98 Karte                 | Wohn- und Geschäftshaus | um 1900–05         |                  |                 |
| Mehrfamilienwohnhaus       | Mehrfamilienwohnhaus                 | St. Mauritz Warendorfer Straße 100 Karte                | Mehrfamilienwohnhaus | 1906               |                  |                 |
| Wohnhaus                   | Wohnhaus                             | St. Mauritz Warendorfer Straße 102 Karte                | Wohnhaus | 1904               |                  |                 |
| Mietshaus                  | Mietshaus                            | St. Mauritz Warendorfer Straße 104 Karte                | Mietshaus | 1904               |                  |                 |
| weitere Bilder             | Mietshaus                            | St. Mauritz Warendorfer Straße 105 Karte                | Mietshaus | 1903/04            |                  |                 |
| Mietshaus                  | Mietshaus                            | St. Mauritz Warendorfer Straße 106 Karte                | Mietshaus | 1904               |                  |                 |
| weitere Bilder             | Mietshaus                            | St. Mauritz Warendorfer Straße 107 Karte                | Mietshaus | 1904               |                  |                 |
| Wohnhaus                   | Wohnhaus                             | St. Mauritz Warendorfer Straße 108 Karte                | Wohnhaus | 1905               |                  |                 |
| Wohnhaus                   | Wohnhaus                             | St. Mauritz Warendorfer Straße 110 Karte                | Wohnhaus | 1905               |                  |                 |
| Grenzstein                 | Grenzstein                           | St. Mauritz bei Warendorfer Straße 178 Karte            | Grenzstein |                    |                  |                 |
| Wohn- und Geschäftshaus    | Wohn- und Geschäftshaus              | St. Mauritz Warendorfer Straße 177 Karte                | Wohn- und Geschäftshaus | um 1912            |                  |                 |
| weitere Bilder             | Wohnhaus                             | St. Mauritz? Wemhoffstraße 9 Karte                      | Wohnhaus (vormals Objekt Nr. 996) |                    |                  |                 |
| weitere Bilder             | Wohnhaus                             | Kreuzviertel Wermelingstraße 56 Karte                   | Wohnhaus | 1904               |                  |                 |
| Ehrenmal Kürassierregiment | Ehrenmal Kürassierregiment           | Altstadt Weseler Straße/Promenade Karte                 | Ehrenmal Kürassierregiment (Eintragungen siehe Promenade) |                    |                  |                 |
| weitere Bilder             | Antoniuskirche.                      | Geistviertel Weseler Straße 33 Karte                    | Die damalige Pfarrkirche der Gemeinde St. Antonius wurde 1914 bis 1917 nach Plänen von Ludwig Becker als neobarocke Kirche mit Querschiff und einer großen Kuppel über der Vierung errichtet. Sie wurde im Zweiten Weltkrieg durch Bombenangriffe bis auf die Außenmauern zerstört. Von 1949 bis 1952 wurde der heutige Bau unter Anleitung von Dominikus und Gottfried Böhm in der alten, aber größtenteils vereinfachten Form ohne Kuppel und Querschiff wieder errichtet. Innenraum und Chor wurden ganz neu als heller Saalbau mit großen Konchen an den Seiten gestaltet. Die Decke ist aus vielen parallel verlaufenden, dunklen Rippen gebildet. Auch das große Westfenster mit einer Glasmalerei von Vinzenz Pieper stammt erst aus dieser Periode. | 1914/17            |                  |                 |
| weitere Bilder             | Fachwerkgebäude                      | Geistviertel Weseler Straße 66 Karte                    | Fachwerkgebäude | 1. Drittel 19. Jh. |                  |                 |
| Schmiedeeisernes Tor       | Schmiedeeisernes Tor                 | Geistviertel Weseler Straße 133/213 Karte               | Schmiedeeisernes Tor des ehemaligen Hauses Sentmaring | um 1914            |                  |                 |
| weitere Bilder             | Johannisstift                        | Kreuzviertel Wichernstraße 8 Karte                      | Kapelle des Johannisstifts, ehemalige Leichenhalle des Evangelischen Krankenhauses | 1909               |                  |                 |
| Wohnhaus                   | Wohnhaus                             | Kreuzviertel Wienburgstraße 1 Karte                     | Wohnhaus | 1927/28            |                  |                 |
| weitere Bilder             | Wohnhaus                             | Kreuzviertel Wienburgstraße 3 Karte                     | Wohnhaus | um 1924            |                  |                 |
| Wohnhaus                   | Wohnhaus                             | Kreuzviertel Wienburgstraße 7 Karte                     | Wohnhaus mit Garage und Einfriedung | 1924               |                  |                 |
| weitere Bilder             | Wohnhaus                             | Kreuzviertel Wienburgstraße 23 Karte                    | Wohnhaus | um 1925            |                  |                 |
| weitere Bilder             | Wohnhaus                             | Kreuzviertel Wienburgstraße 25 Karte                    | Wohnhaus und Einfriedung | 1925               |                  |                 |
| weitere Bilder             | Wohnhaus                             | Kreuzviertel Wienburgstraße 27 Karte                    | Wohnhaus | 1925               |                  |                 |
| weitere Bilder             | Wohnhaus                             | Kreuzviertel Wienburgstraße 29 Karte                    | Wohnhaus | 1925               |                  |                 |
| weitere Bilder             | Siedlung „Erphoviertel“              | St. Mauritz Wiener Straße 31–47 (ungerade) Karte        | Wohnhäuser der Siedlung „Erphoviertel“. Die Siedlung „Erphoviertel“ umfasst weiter die Häuserzeilen Lönsstraße 3–17, Manfredstraße 23–29 und Ostmarkstraße 46–58 im Stadtbezirk Mitte von Münster (Westfalen). Jedes Haus der Reihe ist ein Baudenkmal. | 1925-1927          |                  |                 |
| weitere Bilder             | Grab Kistemaker                      | Altstadt Wilhelmstraße – Alter Überwasserfriedhof Karte | Grab Kistemaker: Inschrift: „Hier ruht in Gott Domscholastiker Dr. phil. et theol. h.c. Joh. Hyazinth Kistemaker, Prof. der Universität Münster, Direktor des Paulinischen Gymnasiums, Domkapitular u. Mitgl. d. Kgl. Konsistoriums in Münster, Ritter mehrerer Orden pp. – * 15.8.1754 + 2.3.1834“ Rückseite: „gebor. zu Nordhorn 15. Aug. 1754, gestorben zu Münster 2. März 1834 im 57. J. d. priest. Würde, im 56. Jahr d. Lehramts. R. I. F.“ | um 1834            |                  |                 |
| weitere Bilder             | Grab I. G. Hamann                    | Altstadt Wilhelmstraße – Alter Überwasserfriedhof Karte | Grab Joh. Georg Hamanns, Schriftsteller, Kritiker, Philosoph. * 27. August 1730 in Königsberg, + 21. Juni 1788 in Münster, zunächst beerdigt im Garten der Fürstin von Gallitzin, hier endgültig beigesetzt 31. Juli 1851. | um 1788            |                  |                 |
| weitere Bilder             | Grab General von Horn                | Altstadt Wilhelmstraße – Alter Überwasserfriedhof Karte | Grab „Wilhelm von Horn, Königlich Preussischer General-Lieutenant und Commandierender General des VII. Armee-Corps, zweiter Chef des VIII. Infanterie-Regiments, genannt Leib-Infanterie-Regiment, Ritter des Schwarzen Adler-Ordens p.p. – Geboren den XXXI. October MDCCLXII. Gestorben den XXXI. October MDCCCXXIX.“ | 1832               |                  |                 |
| weitere Bilder             | Friedhof und Ehrenmal                | Altstadt Wilhelmstraße – Alter Überwasserfriedhof Karte | Ehrenmal für die Opfer des Deutsch-Französischen Krieges 1870-71 aus Münster. Inschrift: „Zur dankbaren Erinnerung an die tapferen deutschen Krieger, welche verwundet und erkrankt sind im Krieg 1870-71 und hier ihre letzte Ruhestätte gefunden haben. R.I.P.“ Rückseite: „Sei getreu bis in den Tod und Ich will dir geben die Krone des Lebens. Off. 2,10“. Drei Seiten: Namen und Truppenteile der Opfer. | 1870–71            |                  |                 |
| weitere Bilder             | Alter Überwasserfriedhof             | Altstadt Wilhelmstraße Karte                            | Alter Überwasserfriedhof, 1808–1887 in Benutzung Mit der Verlegung der Friedhöfe aus der dicht bebauten mittelalterlichen Altstadt im 18. und frühen 19. Jahrhundert wurde auf dem Überwasserfriedhof vor dem Neutor ab 1808 bestattet. Ursprünglich lag der Friedhof unmittelbar an der katholischen Pfarrkirche Liebfrauen-Überwasser. Ab 1770 wurden Bestattungen der Überwasser-Pfarre auf dem nach Plänen Johann Conrad Schlauns angelegten Wallgraben-Friedhof am Buddenturm vorgenommen. Nach der Eröffnung des Zentralfriedhofes im Jahre 1887 wurde der Überwasserfriedhof aufgegeben. Im Zusammenhang mit der amerikanischen Besetzung Münsters im Jahre 1945, der teilweisen Zerstörung des Zentralfriedhofes und der Sperrung des Waldfriedhofes Lauheide konnten in der Nachkriegszeit noch etwa 150 Beisetzungen auf dem alten Friedhof erfolgen. Gebäude und Ausstattung: Auf dem Friedhof haben sich neben zahlreichen neugotischen Denkmälern noch einige qualitativ hochwertige Grabdenkmäler bedeutender Persönlichkeiten des 19. Jahrhunderts erhalten. Zu den bemerkenswerten Denkmälern zählen die Grabmonumente für General Wilhelm von Horn von 1832, für den Domscholastiker Johann Hyazinth Kistemaker von 1834, die lebensgroße und liegende Figur des Generals Roth von Schreckenstein von 1858 und das Ehrenmal der Opfer des Deutsch-Französischen Krieges von 1870 bis 1871. In der Nähe des östlichen Eingangs am Neutor ist die schlichte Urne für den bedeutenden protestantischen Philosophen Johann Georg Hamann (1730 bis 1788) aufgestellt. Das Grabmal stand ursprünglich im Garten des Hauses der Fürstin Amalie von Gallitzin in der Altstadt. Auf Veranlassung des preußischen Königs Friedrich Wilhelm IV. erfolgte 1851 die Translozierung des Grabmals auf den Überwasserfriedhof. | 1808               |                  |                 |
| weitere Bilder             | Grab General Roth von Schreckenstein | Altstadt Wilhelmstraße – Alter Überwasserfriedhof Karte | Grab von „Generalleutnant Freiherr Roth von Schreckenstein, Commandierender General des 7. Armeecorps. Geb. 16. Novb. 1789, Gest. 30. Mai 1858.“ Rückseitige Inschrift: „TERRERE NOLO, TIMERE NESCIO.“ | 1858               |                  |                 |
| Wohn- und Geschäftshaus    | Wohn- und Geschäftshaus              | Altstadt Wilhelmstraße 3 Karte                          | Wohn- und Geschäftshaus | 1906               |                  |                 |
| Wohn- und Geschäftshaus    | Wohn- und Geschäftshaus              | Altstadt Wilhelmstraße 26 Karte                         | Wohn- und Geschäftshaus | 1905               |                  |                 |
| weitere Bilder             | Villa von Bönninghausen / Lackmuseum | Altstadt Windthorststraße 26 Karte                      | Villa von Bönninghausen / Lackmuseum | 1914/15            |                  |                 |
| weitere Bilder             | Wohn- und Geschäftshaus              | St. Mauritz Wolbecker Straße 75, 75a, 77 Karte          | Wohn- und Geschäftshaus (Doppelhaus Nr. 75 / 77) mit der historischen Hofbebauung (Nr. 75a) | 1897               |                  |                 |
| weitere Bilder             | Wohn- und Geschäftshaus              | St. Mauritz Wolbecker Straße 99 Karte                   | Wohn- und Geschäftshaus | 1907               |                  |                 |
| weitere Bilder             | Herz-Jesu-Kirche                     | Herz Jesu Wolbecker Straße 121 Karte                    | Die neugotische Herz-Jesu-Kirche ist in den Jahren 1895 bis 1900 nach Plänen des Münsteraner Architekten Wilhelm Rincklake erbaut worden. Sie wurde am 22. Juni 1900, dem Patronatsfest, konsekriert und ist die erste Kirche im Bistum Münster, die dem Herzen Jesu geweiht wurde. Die Kirche ist in Nord-Süd-Richtung ausgerichtet. Sie besteht aus einem dreischiffigen Langhaus mit einem Querhaus, dessen Arme jedoch kaum über die Seitenschiffe des Langhauses hinausreichen. An das Langhaus schließt im Süden der mächtige, viergeschossige und weit sichtbare Glockenturm an. Er ist 96,63 Meter hoch und damit der höchste Kirchturm Münsters. Die Kirche selbst ist 61 Meter lang, 22 Meter breit; das Hauptschiff ist 24 Meter hoch, die Seitenschiffe sind 11 Meter hoch. Im Zweiten Weltkrieg wurden das Gewölbe, der Hauptaltar und alle Fenster durch Bomben zerstört. Unbeschadet überstanden den Krieg allein die Sakristei mit ihren handgeschnitzten Paramentenschränken. 1951 wurde die Kirche wiederhergestellt, später wurden dann die Kirchenfenster erneuert. In den Jahren 1970/1971 wurde die Kirche infolge des Zweiten Vaticanums umgestaltet: Es entstand eine Altarinsel in der Vierung. Der Hochaltar wurde entfernt. Der Chorraum hinter der Altarinsel wird heute als Werktagskirche genutzt. | 1895–1900          |                  |                 |
| weitere Bilder             | Wohnhaus                             | Kreuzviertel Wüllnerstraße 1 Karte                      | Wohnhaus | 1924               |                  |                 |
| weitere Bilder             | Wohnhaus                             | Kreuzviertel Wüllnerstraße 3 Karte                      | Wohnhaus | 1924               |                  |                 |
| weitere Bilder             | Wohnhaus                             | Kreuzviertel Wüllnerstraße 5 Karte                      | Wohnhaus | 1924               |                  |                 |
| weitere Bilder             | Wohnhaus                             | Kreuzviertel Wüllnerstraße 4+6 Karte                    | Doppel-Wohnhaus | 1929               |                  |                 |
| Wohnhaus                   | Wohnhaus                             | Kreuzviertel Wüllnerstraße 7 Karte                      | Wohnhaus | 1929               |                  |                 |

### Straßen mit Z
| Bild           | Bezeichnung | Lage                                | Beschreibung | Bauzeit | Eingetragen seit | Denkmal- nummer |
| -------------- | ----------- | ----------------------------------- | ------------ | ------- | ---------------- | --------------- |
| weitere Bilder | Wohnhaus    | Kreuzviertel Zeppelinstraße 4 Karte | Wohnhaus     | 1928    |                  |                 |
| weitere Bilder | Wohnhaus    | Kreuzviertel Zeppelinstraße 6 Karte | Wohnhaus     | 1929    |                  |                 |
| weitere Bilder | Wohnhaus    | Kreuzviertel Zeppelinstraße 8 Karte | Wohnhaus     | 1928    |                  |                 |
| Wohnhaus       | Wohnhaus    | St. Mauritz Zumsandestraße 38 Karte | Wohnhaus     | 1913    |                  |                 |